# Территориально-политическая экспансия нацистской Германии
Территориа́льно-полити́ческая экспа́нсия нацистской Германии — процесс реализации экспансионистского политического курса нацистской Германии, направленного на завоевание мирового господства и связанное с этим максимальное расширение территории Германии.
Нацистское руководство обосновывало эту политику целью обретения «жизненного пространства» (нем. Lebensraum) для этнических немцев за счёт лишения покорённых земель суверенитета, жёсткой экономической эксплуатации и уничтожения народов. Ещё до прихода к власти, летом 1932 года, Гитлер на совещании своих единомышленников озвучил план создания германской «расовой империи», призванной господствовать над Европой и миром. «Мы никогда не добьёмся мирового господства, — говорил он, — если в центре нашего развития не будет создано мощное, твёрдое как сталь, ядро из 80 или 100 миллионов немцев». Кроме Германии в это «ядро» включались Австрия, Чехословакия, часть Польши. Вокруг этого «фундамента великой Германии» должен был лежать пояс малых и средних вассальных государств: Прибалтика, Польша, Финляндия, Венгрия, Сербия, Хорватия, Румыния, Украина, ряд южнорусских и кавказских государств.
Развязав Вторую мировую войну, руководство нацистской Германии включало некоторые из завоёванных территорий непосредственно в состав Германии, тогда как на остальных территориях были созданы либо намечались к созданию подконтрольные ей генерал-губернаторство, рейхспротекторат, рейхскомиссариаты, колонии, а также марионеточные государства. Провал битвы за Британию, североафриканской кампании, битвы за Атлантику и плана «Барбаросса» привёл в итоге к тому, что территориально-политическая экспансия Рейха сменилась его сжатием и последующим разгромом. На Нюрнбергском процессе, прошедшем в 1945—1946 гг., была дана оценка развязанной агрессивной войне против всего мира, военным преступлениям, преступлениям против мира и человечности.
В настоящей статье в хронологическом порядке представлены все территории мира, когда-либо становившиеся объектами территориально-политической экспансии нацистской Германии, а также указаны связанные с их приобретением и утратой события.

## Предпосылки

### Последствия Версальского мира
На основании Версальского мирного договора, подписанного 28 июня 1919 года капитулировавшей в Первой мировой войне Германией, который закрепил передел мира в пользу держав-победительниц, а также на основании результатов местных плебисцитов, организованных Лигой Наций, от Германии отошли следующие территории:
- Эльзас-Лотарингия (в границах 1870 года) — к Франции;
- округ Мальмеди и Эйпен, а также Мореснет и территория, примыкающая к железной дороге Vennbahn[англ.], — к Бельгии;
- Провинция Позен (ныне Познань), Западная Пруссия (части Поморья и др. — так называемый «польский коридор»), территория Восточной Пруссии, примыкающая к Восточнопрусской железной дороге[англ.], — к Польше;
- область Мемельланд (ныне Клайпеда) — с февраля 1923 года в Литве;
- Данциг (Гданьск) и его окрестности — был объявлен «вольным городом»;
- Северный Шлезвиг (Южная Ютландия) — с 14 февраля 1920 года в Дании;
- Глучинская область Верхней Силезии — с 1921 года в Чехословакии;
- восточная часть Верхней Силезии — с 1921 года в Польше;
- Саарская область перешла на 15 лет под управление Лиги Наций (после чего судьба Саара должна была решиться плебисцитом). Угольные шахты области были переданы в собственность Франции (см. Саар (Лига Наций));
- на левобережье Рейна и полосе правого берега шириной в 50 км[2] была образована Рейнская демилитаризованная зона под фактическим контролем (но не под юрисдикцией) Франции и Бельгии;
- Германия лишалась всех своих колоний.

Кроме того, по договору Германия признавала и обязывалась строго соблюдать независимость Австрии, а также признавала полную независимость Польши и Чехословакии. На части территорий Германии, особенно там, где суверенитет центра по разным причинам был ограничен, вспыхивали восстания, возникали сепаратистские движения и даже кратковременные государственные образования.
Так, в 1919—1921 годах в Силезии против немецкой власти бунтовало польское большинство, по всей Германии не прекращалось брожение правых и ультраправых (например, «Капповский путч», «Кюстринский путч», «Пивной путч», «Прусский путч» и левых (Мартовское, Рурское, Гамбургское восстания, Баварская Советская Республика, Эльзасская Советская Республика), а в полуотторгнутых демилитаризованных областях провозглашались сепаратистские Рейнская республика (1923—1924), Республика Пфальц (1923), Свободное государство Фляшенхальс в Гессене (1919—1923).
Помимо этого, в обеспечение просроченных выплат военных репараций Германии в 1921—1925 годах французские, бельгийские и британские войска несколько раз оккупировали промышленный Рурский регион, что в 1923 году вызвало «Рурский конфликт».

### Унитаризация Рейха
До 1933 года Германия являлась децентрализованным государством, территория страны была разделена на области (земли), которые имели собственные конституции и органы власти. Однако 30 января 1933 года рейхсканцлером стал Адольф Гитлер, что обозначило конец Веймарской республики и начало нацистской Германии.
Уже 7 апреля того же года был принят Второй закон «Об унификации земель с Рейхом» (нем. Zweites Gesetz zur Gleichschaltung der Länder mit dem Reich), которым вводилась должность имперских наместников в землях. Задачей наместников было наблюдение за деятельностью местных органов, для чего им были предоставлены фактически чрезвычайные полномочия (в том числе право роспуска ландтага и отстранения главы правительства — министра-президента).
Законом «О новом устройстве Рейха» (Gesetz über den Neuaufbau des Reichs) от 30 января 1934 года суверенитет земель был ликвидирован, ландтаги во всех землях были распущены. Рейхсрат (верхняя палата германского парламента, орган представительства земель по Веймарской конституции) сначала был практически полностью лишён полномочий, а в феврале 1934 года ликвидирован. Именно в 1934 году Адольф Гитлер провозгласил «Третью империю» — Третий рейх. В январе 1935 года имперские наместники стали постоянными представителями правительства в землях. Исключением стала Пруссия, где пост наместника так и не был введён: первое время функции имперского наместника в Пруссии были возложены на рейхсканцлера, а 10 апреля 1933 года Гитлер назначил министром-президентом Пруссии Германа Геринга.
Параллельно государственному существовал и приобретал всё бо́льшее значение другой властный контур — партийный. Рейх был разделён на региональные партийные округа — гау, возглавляемые гауляйтерами (подробнее об этом см. ниже). 23 марта 1933 года по инициативе НСДАП был принят «Закон о чрезвычайных полномочиях», который развязал нацистам руки по «зачистке» партийно-политического пространства Германии. «Зачистка» завершилась уже летом того же года. Принятый на четыре года закон неоднократно продлевался, а привязанная к нему чрезвычайная ситуация вплоть до краха в мае 1945 года стала конституционной нормой. Нацистская Германия стала однопартийным унитарным государством.

## Хронология
Описания событий, произошедших при участии нацистской Германии и/или приведших к обретению или утрате нацистской Германией какой-либо территории, оформлены как первый уровень.
Описания опосредованно связанных с экспансией нацистской Германии событий, а также тех, в которых он непосредственного участия не принимал, даются с отступом.

### Межвоенные годы

#### 1933—1937
- 30 января 1933 года — к власти в Германии пришёл Адольф Гитлер, назначенный рейхсканцлером Германии.
  -  15 марта 1933 года федеральный канцлер Австрии Энгельберт Дольфус отказался от созыва парламента и установил режим «клерикально-фашистской» диктатуры. Дольфус, будучи сторонником авторитарной формы правления, не разделял политических взглядов Гитлера и его антисемитизма. Он намеревался строить австрийский вариант «корпоративного государства» и ориентировался на сотрудничество с Муссолини[1].
  - 27 марта 1933 года Япония вышла из Лиги Наций.
  -  28 мая 1933 года в вольном городе Данциг к власти приходят нацисты, набравшие большинство голосов на выборах в сенат.
  - 20 октября 1933 года Германия выходит из Лиги Наций.
  - 26 января 1934 года Германия подписывает Декларацию о неприменении силы с Польшей, известную также как Пакт Пилсудского—Гитлера.
  - 12—16 февраля 1934 года — гражданская война в Австрии (нем. Österreichischer Bürgerkrieg).
  -  12 марта 1934 года премьер-министр Эстонии Константин Пятс совершает государственный переворот, став riigihoidja (государственным протектором) страны, а с 24 апреля 1938 года — её первым президентом. Все политические партии были запрещены, рийгикогу (парламент) распущен, началась «эпоха безмолвия».

- -  15 мая 1934 года глава правительства Латвии Карлис Улманис совершает государственный переворот, распускает парламент, арестовывает часть депутатов, запрещает все политические партии.
  -  19 мая 1934 года происходит профашистский государственный переворот в Болгарии. Власть захвачена военными из группировки «Звено» во главе с Кимоном Георгиевым. Действие конституции приостановлено, политические партии запрещены, усилена цензура, введён ряд госмонополий.
  -  25 июля 1934 года предпринята попытка нацистского путча в Австрии. Поддерживаемые Германией путчисты убивают федерального канцлера Энгельберта Дольфуса (ярого противника аншлюса), однако правительственным войскам удаётся подавить мятеж. Выступление австрийского «штандарта СС-89» произошло при подстрекательстве Германии и в расчёте на её военную поддержку. Однако на события в Вене решительно среагировала Италия. Муссолини приказал итальянским войскам сосредоточиться у итало-австрийской границы, угрожая вмешательством. Демонстрация силы произвела впечатление на Гитлера, и он распорядился свернуть активность нацистов в Австрии. Новым федеральным канцлером становится Курт Шушниг, продолживший политику Дольфуса[1].
- 2 августа 1934 года умер рейхспрезидент Германии Пауль фон Гинденбург. По результатам плебисцита, проведённого в середине августа, президентский пост был упразднён, а Адольф Гитлер был провозглашён «фюрером» — единоличным правителем Германии.
  -  9 октября 1934 года в Марселе боевиком ВМРО убит король Югославии Александр I. При задержании убийцы погиб французский министр иностранных дел Луи Барту. Регентом при несовершеннолетнем принце Петре становится прогермански настроенный князь Павел.
  - В октябре 1934 года по инициативе и при финансовой поддержке Германии в Судетской области Чехословакии была создана политическая партия судетских немцев под названием Германский внутренний фронт, преобразованная весной 1935 года в Судетскую немецкую партию (СНП). СНП строилась по образцу НСДАП[1].
- Саарская область. По истечении отведённого Лигой Наций 15-летнего срока был назначен плебисцит о самоопределении территории. Несмотря на давление Франции и агитацию местной антинацистски настроенной немецкой интеллигенции, 13 января 1935 года 90,3 % жителей области проголосовали за воссоединение с Германией. С 1 марта Саар стал снова германским (позднее, 11 марта 1941 года, он был переименован в Вестмарк).
  - 16 марта 1935 года Германия в одностороннем порядке отказывается выполнять положения Версальского договора о демилитаризации, опубликовав прокламацию о введении в стране всеобщей воинской повинности и создании вермахта[1]. Этому предшествовал срыв конференции о разоружении 1934 года, поскольку французское правительство решительно не соглашалось на численный рост вермахта[4].
  - 18 июня 1935 года Великобритания заключает с Германией Морское соглашение, признавая таким образом денонсацию ограничительных положений Версальского мира[5]. Британское правительство удовлетворило требования Гитлера установить для германского флота «потолок» в 35 % от совокупности морской мощи Британской империи. Берлин также получил право строить подводные лодки в размере до 45 % тоннажа подводного флота Великобритании[1].
- 7 марта 1936 года германские войска вводятся в Рейнскую область (см. Ремилитаризация Рейнской области). Рейнская демилитаризованная зона перестаёт существовать. Единственным, кто в Лиге Наций предложил применить санкции к Германии, оказывается народный комиссар иностранных дел СССР Максим Литвинов; декларация французского правительства не возымела на Германию никакого действия.
- Летом 1936 года происходит сближение Германии и фашистской Италии. Италия, ослабленная экономическими санкциями, наложенными на неё за войну в Эфиопии, выразила готовность пожертвовать Австрией в пользу Германии, чтобы заручиться её поддержкой в борьбе против Великобритании и Франции на Средиземном море и в Африке. Ранее Германия отказалась присоединиться к европейским санкциям и поставляла Италии необходимое ей сырьё. В обстановке германо-итальянского сближения 11 июля 1936 года Германии удалось навязать Австрии «договор о дружбе», в котором Германия обещала уважать австрийский нейтралитет, а австрийское правительство подтвердило, что Австрия признаёт себя германским государством. В правительство Австрии вошли два представителя нацистской партии, была проведена амнистия участникам путча 1934 года, снят запрет на ввоз пропагандистских материалов из Германии[1].
  -  17 июля 1936 года — начало военного путча в Испании против левого правительства Народного фронта, переросшего в полномасштабную гражданскую войну. Поддержка мятежников, которых возглавил генерал Франко, стала первым вооружённым конфликтом, в котором Гитлер и Муссолини выступили совместно. Германия предоставила Франко транспортные самолёты, на которых 18-тысячная армия была переброшена в Южную Испанию из африканских колоний, осуществляла поставки оружия и военного снаряжения. С 27 августа 1936 года к участию в боевых действиях были привлечены лётчики люфтваффе, в ноябре 1936 года в Испанию был направлен «легион Кондор», сформированный из военнослужащих германской и итальянской армии. Личный состав немецких частей в Испании непрерывно обновлялся, чтобы дать возможность большему количеству военнослужащих вермахта получить боевой опыт. Общая численность немецких солдат и офицеров, принимавших участие в войне против Испанской республики, достигла 50 тыс. человек. 25 октября 1936 года в Берлине был подписан германо-итальянский протокол о взаимопонимании, который несколько дней спустя Муссолини назвал «осью Берлин-Рим». Германия признала существующее положение в Эфиопии, стороны оговорили линии разграничения их экономических интересов в бассейне Дуная и договорились о проведении согласованной линии в испанском вопросе. Берлинский протокол оформил партнёрские отношения между Германией и Италией без установления между ними официального союза. Двусторонние связи были формализованы 22 мая 1939 года с заключением военно-политического союза («стальной пакт»)[1].
  - 18 ноября 1936 года Германия официально признала режим Франко. 20 марта 1937 года в Саламанке был подписан секретный протокол, по которому генерал Франко взял обязательство согласовывать с Германией «необходимые меры для защиты страны от коммунизма», «поддерживать контакт и информировать» Германию «по вопросам международной политики, представляющим интерес для обеих сторон»; если Германия окажется в состоянии войны, «избегать всего, что может оказаться полезным её противнику». Наряду с официальным торговым договором, заключённым между Германией и франкистской Испанией 12 июля 1937 года, был подписан ряд секретных соглашений о торговых и инвестиционных преференциях для Германии, а также о поставках сырья и продовольствия. Военная помощь Германии и Италии способствовала тому, что соотношение сил стало меняться в пользу франкистов и к концу 1937 года Франко получил явное военное преимущество. В марте 1939 года республиканцы потерпели окончательное поражение. В стране была установлена диктатура[1].
  -  4 августа 1936 года — правый переворот в Греции. К власти приходит «Режим 4-го августа» диктатора Иоанниса Метаксаса.
- 25 ноября 1936 года между Германией и Японской империей заключён Антикоминтерновский пакт. Соглашение предусматривало обмен информацией о деятельности Коминтерна и приглашало к сотрудничеству все страны, считавшие эту деятельность угрозой для себя. Согласно секретному приложению к договору, Германия и Япония обязывались в случае войны одной из них с СССР не принимать мер, способных облегчить положение Советского Союза и не заключать с ним соглашений, противоречащих духу «антикоминтерновского пакта». Фактически это означало, что Берлин и Токио заключили соглашение о взаимном нейтралитете на случай войны с СССР. 6 ноября 1937 года к пакту присоединяется фашистская Италия, которую сознательно не проинформировали о существовании секретного протокола[1]. 11 декабря 1937 года Италия выходит из Лиги Наций.
- 5 ноября 1937 года был опубликован германо-польский договор о национальных меньшинствах. Формально в его основу был положен принцип «взаимного уважения прав национальных меньшинств». В действительности речь шла об обеспечении плацдарма в Польше для развертывания националистической пропаганды среди немецкого населения польских областей[1].

#### 1938
- 12 февраля 1938 года Гитлер на переговорах в своей альпийской резиденции Берхтесгаден предъявил ультиматум австрийскому канцлеру Курту фон Шушнигу, потребовав немедленного подписания нового соглашения с Германией, амнистирования и снятия запрета на деятельность австрийских нацистов, назначения одного из их лидеров Артура Зейсс-Инкварта министром общественного порядка и безопасности, а другого — Глейс-Хорстенау — главой военного ведомства. По требованию Германии германская и австрийская армии должны были установить между собой тесные контакты, включая обмен офицерами, а Австрия должна была быть включена в германскую экономическую систему. Для этого ещё один нацист Фишбок должен был стать министром финансов[1].
  - 22 февраля 1938 года британский премьер-министр Невилл Чемберлен заявляет в парламенте, что Австрия не может рассчитывать на защиту Лиги Наций.
- 11 марта Курта фон Шушнига под давлением Германии и местных нацистов вынуждают уйти в отставку, передав власть Артуру Зейсс-Инкварту. От имени последнего в Берлин уходит телеграмма с просьбой незамедлительно направить в Австрию войска. 12 марта 1938 года германские войска, заранее сосредоточенные на границе, вступают в Австрию. Австрийская армия, получившая приказ не оказывать сопротивления, капитулировала. В тот же день, выступая в австрийском Линце, Гитлер заявляет: «И если однажды судьба принудила меня покинуть этот город, чтобы стать вождём рейха, то она же возложила на меня миссию. Этой миссией могло быть только присоединение моей любимой Родины к германскому рейху. Я верил в это, я жил и боролся ради этого, и я считаю, что теперь эту миссию выполнил»[1]. 13 марта был опубликован закон «О воссоединении Австрии с Германской империей», согласно которому Австрия объявлялась «одной из земель Германской империи» и стала называться «Остмарк». 10 апреля в Германии и Австрии был проведён плебисцит о присоединении Австрии. По официальным результатам, в Германии за аншлюс проголосовало 99,08 % жителей, в Австрии — 99,75 %. В результате аншлюса территория Германии увеличилась на 17 %, население — на 10 % (на 6,7 млн человек). В состав вермахта были включены 6 сформированных в Австрии дивизий.
  - 17 марта 1938 года Польша предъявляет Литве ультиматум, требуя от неё установления дипломатических отношений в течение 48 часов, что должно подразумевать признание Литвой аннексии Польшей Виленского края. 19 марта Литовская республика принимает условия ультиматума.
  - 24 апреля 1938 года лидер Партии судетских немцев Конрад Генлейн, руководствуясь указаниями Гитлера, на съезде своей партии в Карловых Варах предъявляет чехословацкому правительству целый набор претензий (так называемую «карлсбадскую программу»). Судетские нацисты требуют признать немецкую национальную группу юридическим лицом; точно определить территорию, населяемую в Чехословакии немцами, и предоставить ей полное национальное самоуправление; на этой территории всех чиновников-чехов заменить немцами; автономию распространить и на немцев, живущих за пределами этой территории; предоставить полную свободу для нацистской пропаганды по всей Чехословакии. В мае нацисты провоцируют крупные беспорядки в приграничных областях Чехословакии, обратившись к германскому руководству с просьбой о помощи. На чехословацкой границе сосредотачиваются германские войска, готовые к вторжению. Под давлением внутриполитической оппозиции чехословацкое правительство отдаёт распоряжение о частичной мобилизации, укрепляет гарнизоны пограничных крепостей и усиливает персонал, обслуживающий другие оборонительные сооружения. На фоне международных протестов и предостережений со стороны чехословацкого военного руководства Гитлер временно отступает[1].
  - 12 сентября 1938 года после провала переговоров между чехословацким правительством и Генлейном его сторонники организуют массовые выступления, что вынуждает правительство Чехословакии ввести в населённые немцами районы войска и объявить там военное положение[1].
  - 13 сентября британский премьер Н. Чемберлен телеграммой уведомляет Гитлера о готовности посетить его «ради спасения мира». Встречаясь с фюрером 15 и 22 сентября, Чемберлен сообщает, что вопрос о судетских немцах решён английским и французским правительствами в соответствии с пожеланиями Германии[1].
  - 23 сентября 1938 года СССР направляет Польше дипломатическую ноту о том, что любая её попытка оккупировать часть Чехословакии приведёт к аннулированию Договора о ненападении между Польшей и Советским Союзом 1932 года.

- 29—30 сентября 1938 года — Мюнхенское соглашение Невилла Чемберлена, французского премьер-министра Эдуара Даладье, Адольфа Гитлера и Бенито Муссолини. Соглашение предусматривало «уступку», а по сути насильственное отторжение от Чехословакии и передачу Германии Судетской области и пограничных с Австрией районов. Чехословакию обязали также удовлетворить территориальные претензии Венгрии (получила часть Словакии) и Польши (получила Тешинскую Силезию). В результате от Чехословакии было отторгнуто около 20 % территории, где проживала четверть населения страны и размещалось около половины мощностей тяжёлой промышленности. Саму Чехословакию на переговоры не пригласили[1].
- 1 — 10 октября 1938 года — оккупация Судетской области и её присоединение к Рейху под именем Судетенланд. На прошедших 4 декабря 1938 года выборах (последних выборах на территории нацистской Германии) в Судетенланде 97,32 % взрослого населения области проголосовало за НСДАП. Регион до самого освобождения возглавлял лидер судетских немцев Конрад Генлейн.
- 1—10 октября 1938 года — Глучинская область становится частью прусской Верхней Силезии.
  -  1 октября 1938 года Польша, воспользовавшись распадом Чехословакии, оккупирует и 24 ноября аннексирует часть Тешинской Силезии (Заользье). 1 сентября 1939 года эта территория будет присоединена к Рейху в ходе аннексии всей Польши.
  -  26 октября 1938 года Словакия и Подкарпатская Русь получили статус автономий в составе Чехословакии.
  - 2 ноября 1938 года — первый Венский арбитраж. По решению Германии и Италии населённые преимущественно этническими венграми южные районы Словакии и юго-западные районы Подкарпатской Руси были переданы Венгрии. С 20 ноября венгерские войска постепенно оккупируют эти земли.

#### 1939, январь—август
- 19 января 1939 года Третья германская антарктическая экспедиция под руководством Альфреда Ричера заявляет права Германии на Новую Швабию — территорию Антарктиды между 20° восточной долготы и 10° западной долготы на Земле Королевы Мод, на которую за год до этого предъявляла территориальные претензии Норвегия.
- 24 февраля 1939 года к Антикоминтерновскому пакту присоединились хортистская Венгрия и Маньчжоу-го, а через месяц, 26 марта, — франкистская Испания.

- 14 марта 1939 года президент Чехословакии Эмиль Гаха выехал в Берлин, где в ходе «переговоров» дал согласие на политическое переустройство своей страны. 15 марта германские войска вступают в Прагу и оккупируют оставшуюся часть бывшей Чехословакии, встретив единичную попытку сопротивления. Германия объявляет о создании в Чехии Протектората Богемии и Моравии, формально возглавляемого президентом Эмилем Гахой. 21 марта туда назначается первый рейхспротектор Константин фон Нейрат (до 27.09.1941); в дальнейшем рейхспротекторами были глава РСХА Рейнхард Гейдрих (до своей гибели 04.06.1942), оберстгруппенфюрер СС Курт Далюге (до 24.08.1943), бывший рейхсминистр внутренних дел Вильгельм Фрик (до 04.05.1945).
- 14 марта 1939 года Словацкая республика провозглашает «независимость под защитой» нацистской Германии. Президент — водца («вождь») Йозеф Тисо, премьер-министры — сам Тисо (до 27.10.1939), Войтех Тука (до 05.09.1944), затем Штефан Тисо.
  -  15 марта 1939 года Карпатская Украина, в условиях венгерского вторжения, провозглашает независимость (президент — Августин Волошин, спикер Сойма — Августин Штефан, премьер — Юлиан Ревай). Президент Августин Волошин сразу же направляет телеграмму Адольфу Гитлеру с просьбой признать «провозглашение самостоятельности под охраной Немецкого Рейха»[6]. Обращение игнорируется.

- - 14—18 марта 1939 года Венгрия при поддержке со стороны Польши, встретив ожесточённое сопротивление, оккупирует Закарпатье, правительство Карпатской Украины во главе с Волошиным бежит, разрозненные части «Карпатской сечи» уходят в горы и продолжают партизанскую деятельность до января 1940 года.
- 23 марта 1939 года после ультиматума нацистской Германии находящейся с декабря 1926 года под диктатурой Антанаса Сметоны Литовской республике министрами иностранных дел двух стран Юозасом Урбшисом и Иоахимом фон Риббентропом был подписан Договор об уступке Мемельской области Германии. Взамен Германия пообещала Литве свободную зону в порту Мемеля. Так Мемельланд (он же Клайпедский край, или «Малая Литва») стал германским («Heim ins Reich»).
- 25 марта 1939 года фашистская Италия как «гарант» Албании по двусторонним договорам 1926, 1927 и 1936 годов предъявила ей ультиматум, добиваясь согласия на протекторат в обмен на финансовую помощь. Король Албании Ахмет Зогу отказал. 7 апреля итальянская армия вторглась в страну, а уже 12 апреля в Тиране между Италией и Албанией была заключена «личная уния», означавшая включение в состав Итальянского королевства. Зогу бежал вместе с женой и новорождённым сыном, так больше никогда и не вернувшись в Албанию, ставшую после войны социалистической республикой.
- Октябрь 1938 — март 1939 года — Германия пытается добиться от Польши согласия на присоединение к Рейху населённого в основном немцами Данцига, прокладки экстерриториальной автомобильной и железной дороги через «польский коридор» (Поморье) между Данцигом и Рейхом, а также присоединения Польши к Антикоминтерновскому пакту. Взамен Польше обещаны признание границ, содействие в расширении Польши на восток и юго-восток, а также в обретении будущих польских колоний. До конца марта 1939 года переговоры оставались в тайне.
- 26 марта 1939 года правительство Польши официально отвечает Германии отказом. 31 марта Великобритания предлагает Польше военную помощь в случае нападения и выступает гарантом её независимости. 6 апреля Польша подписала в Лондоне соглашение о взаимных гарантиях с Великобританией. Это соглашение послужило Гитлеру поводом для разрыва 28 апреля германо-польского договора о ненападении от 1934 года. 19 мая в Париже был подписан совместный польско-французский протокол, предусматривающий как военную помощь, так и участие в боевых действиях в случае германского нападения на Польшу. В это же время Германия начала серию провокаций на всех участках польско-немецкой границы.
- 28 марта 1939 года Латвия и Эстония получили ноту от СССР о недопустимости сближения с третьими странами[7]. В случае невыполнения СССР обещает применить силу.
  -  28 марта франкисты входят в Мадрид, и 1 апреля генерал Франко объявляет об окончании Гражданской войны в Испании. 27 февраля 1939 года Великобритания и Франция признают режим Франсиско Франко. И. о. президента Диего Мартинес Баррио и премьер Хуан Негрин бегут в Париж, где провозглашают правительство в изгнании. После оккупации Франции Мартинес Баррио и правительство переехали в Мехико, Негрин же, сохраняя статус премьер-министра, до конца войны оставался в Лондоне, а затем был отставлен. Испанское правительство находилось в Мехико до 1977 года, когда после завершения правления Франко было принято решение о его самороспуске. В этот период существовали также баскское и каталонское правительства в изгнании.
  - 23 марта — 4 апреля 1939 года — словацко-венгерская война. Словакия вынуждена уступить приграничную полосу в восточной части страны общей площадью около 1700 км². Несмотря на договор о защите, Германия не приходит на помощь словакам.
  - 13 апреля 1939 года Франция и Великобритания предоставляют гарантии безопасности Греции и Румынии.
  - 14 апреля 1939 года Венгрия вышла из Лиги Наций.
- 28 апреля 1939 года Гитлер объявляет в рейхстаге о денонсации Морского соглашения с Великобританией 1935 года и выходе кригсмарине за его пределы.
- 7 июня 1939 года в Берлине министрами иностранных дел Германии, Латвии и Эстонии были подписаны договоры о ненападении между нацистской Германией и Латвией и Эстонией. Договоры теряли силу в случае выхода из них одной из трёх сторон.
- 19 августа 1939 года Германия и СССР принимают решение о разделе многонациональной Польши по линии рек Тиса, Нарев, Висла и Сан (см. «линия Керзона») на сферы интересов, при этом большая часть Прибалтики, Финляндия и румынская Бессарабия также отходят в советскую сферу. Для заключения договора в Москву на специальном самолёте через Кёнигсберг прибыл Иоахим фон Риббентроп. В ночь на 24 августа в Кремле был подписан Пакт Молотова — Риббентропа. В секретных протоколах этого договора было закреплено разделение сфер интересов в Восточной Европе.

- -  23 августа 1939 года гауляйтер Данцига Альберт Форстер был избран «государственным руководителем» («Staatsführer») Свободного города Данциг, сконцентрировав таким образом все властные полномочия в одних руках.
- 24 августа 1939 года секретарь германского посольства в Москве Ганс фон Херварт передал американскому дипломату Чарльзу Болену и его французским коллегам текст соглашения Германии и СССР по разделу Восточной Европы, после чего госсекретарь США Корделл Халл проинформировал об этом британский МИД[8]. В Варшаву, впрочем, данная информация так и не поступила, польское руководство было уверено в нейтралитете СССР. 30—31 августа — последние попытки Германии добиться от Польши и её гарантов выполнения германских требований: от Польши требовалось согласие на занятие Данцига германскими войсками, а также на плебисцит по Поморью. 31 августа радиостанция «Deutschlandsender» зачитывает текст ультиматума из 16 пунктов и объявляет об их непринятии польской стороной.
  - 26 августа 1939 года Германия гарантирует Бельгии, Дании, Голландии, Люксембургу и Швейцарии соблюдение их нейтралитета.
  -  26 августа 1939 года между правительством Югославии и Хорватской крестьянской партией подписано соглашение Цветковича — Мачека — в составе Югославии создана автономная Хорватская бановина.
  - В результате проведённых мобилизаций к сентябрю 1939 года Германия имеет армию численностью 4,6 млн человек, Франция — 2,67 млн человек, Великобритания — 1,27 млн человек.

### Начало Второй мировой войны

#### 1939, сентябрь—декабрь
- 1 сентября 1939 года — вторжение и оккупация западной части Польши войсками нацистской Германии (Операция «Вайс») и союзной Словакии. Правительство Польши бежит из Варшавы.
- 1 сентября Альберт Форстер, «государственный руководитель» вольного города Данцига, выступил с заявлением о присоединении Данцига к Рейху. 2 сентября территория бывшего вольного города вошла в состав рейхсгау Данциг — Западная Пруссия.
- 3 сентября 1939 года Великобритания и Франция объявили Германии войну и предъявили ультиматум — немедленно вывести вермахт с территории Польши и Данцига. С 3 сентября 1939 по 10 мая 1940 года — «Странная война» Британии и Франции с нацистской Германией. Боевые действия почти полностью отсутствовали, за исключением боестолкновений на море.

- 13 сентября 1939 года Франция заняла два небольших выступа германской территории в Сааре — участок «Варндт» западнее Саарбрюккена и выступ границы между Саарбрюккеном и Пфальцским Лесом. Когда стала заметной передислокация немецких соединений, освободившихся после войны с Польшей, французы, начиная с 3 октября, отошли обратно к государственной границе, а местами и за неё.

- - 17 сентября послу Польши в СССР В. Гжибовскому была зачитана нота о том, что «…польское правительство распалось и не проявляет признаков жизни. Это значит, что Польское государство и его правительство фактически перестали существовать. Тем самым прекратили своё действие договоры, заключённые между СССР и Польшей»[9]. С 17 сентября до 5 октября РККА установила контроль над восточными территориями Польши — Западной Белоруссией, Западной Украиной (включая Галицию), Виленским краем, Белостокской и Перемышленской областями.
- Правительство Польши в ночь с 17 на 18 сентября 1939 года тайно переходит польско-румынскую границу. 28 сентября 1939 года немецкие войска входят в Варшаву, последние части польской армии прекратили сопротивление 5—6 октября.
- 22 сентября 1939 года — торжественная передача занятого 19-м моторизованным корпусом вермахта Бреста (14 сентября был занят город, 17 сентября — крепость) войскам РККА согласно советско-германским договорённостям.
- По итогам польской кампании 28 сентября 1939 года Договор о ненападении между СССР и Германией дополняется Договором о дружбе и границе, по которому захваченные сверх предусмотренных лимитов части Польши (Люблинское и восточную часть Варшавского воеводства) Гитлер «обменивает» на Литву, признав её советской сферой интересов.
- 28 сентября — 10 октября 1939 года — заключение договоров о взаимопомощи между СССР и Эстонией, Латвией и Литвой. Советский Союз размещает в Прибалтике сеть военных баз[10].
- 8 октября 1939 года особым декретом Гитлер учреждает в западных областях бывшей Польши и Данциге два новых рейхсгау: Позен (Познань-Позен, Лодзь-Лицманштадт) и Западная Пруссия (основная часть Померании, Гданьск-Данциг). Остальные земли вошли в уже существовавшие прусские провинции Верхняя Силезия (Катовице-Каттовиц и др.) и Восточная Пруссия (Цеханув-Цихенау, позже — и Белосток), а также созданное 26 октября образование с особым подчинённым статусом, не вошедшее в Рейх, — Генерал-губернаторство (Варшава, Краков, Люблин, Радом, позже — и Львов-Лемберг). Небольшие приграничные территории были отданы Словакии. 29 января 1940 года рейхсгау Позен переименовывается в Вартеланд, а Западная Пруссия — в Рейхсгау Данциг — Западная Пруссия.
- 9 октября 1939 года — принятие Директивы № 6 германского верховного командования о подготовке нападения на Францию.
  -  10 октября 1939 года в Москве подписан «Договор о передаче Литовской Республике города Вильно и Виленской области и о взаимопомощи между Советским Союзом и Литвой». 1—2 ноября 1939 года Верховный Совет СССР принимает Западную Украину и Западную Белоруссию в СССР, — соответственно, в состав УССР и БССР.
- 29 ноября 1939 года СССР разрывает дипломатические отношения с Финляндией, 30 ноября советские войска переходят советско-финскую границу. Начало советско-финской войны. 14 декабря за агрессию против Финляндии СССР исключён из Лиги Наций[11].

#### 1940
- 9 апреля 1940 года Германия направляет властям Норвегии и Дании одинаковые по содержанию ноты, информируя о намерении мирно оккупировать эти страны с целью предотвращения их оккупации Великобританией и Францией. Начало операций «Везерюбунг-Зюйд» (Дания) и «Везерюбунг-Норд» (Норвегия). Через полтора часа после начала вторжения король Дании Кристиан X подписал капитуляцию.
  -  С 11 апреля 1940 года Великобритания оккупирует датские Фарерские острова («операция Валентин») с целью предотвращения их захвата гитлеровцами и использования как базы для вторжения в Британию.
- 9—22 апреля 1940 года вермахтом оккупирована южная Норвегия, однако 14—19 апреля союзники высадили ответный десант на севере и предприняли наступление на Тронхейм. Эта операция в целом не имела успеха, хотя на некоторое время союзникам удалось освободить Нарвик. 3—8 июня франко-британские войска эвакуируются из Норвегии. Король Норвегии Хокон VII и правительство во главе с Юханом Нюгорсвольдом бегут вместе с ними в Лондон. 2—10 июня — капитуляция норвежских войск. К 16 июня вся страна оказывается оккупирована. 9 апреля лидер фашистской партии «Национальное согласие» Видкун Квислинг пытается организовать собственное правительство Норвегии, но через пять дней немецкие власти распускают его. Лишь после окончания войны в Европе правительство в изгнании сумеет вернуться в Осло (Юхан Нюгорсвольд — 31 мая 1945 года, Хокон VII — 7 июня).
- 10 мая 1940 года Германия требует[англ.] от находившихся в состоянии нейтралитета Нидерландов согласия на германский протекторат и вторгается в их пределы, в Бельгию, Люксембург, а также во Францию, с которой Германия формально находилась в состоянии войны уже более полугода. Начало реализации плана «Гельб», «странная война» перестаёт быть странной.
- Вечером 10 мая 1940 года Германия оккупирует Люксембург[англ.]. Монаршая фамилия и правительство во главе с Пьером Дюпоном бегут во Францию, Португалию, пока 29 августа 1940 года, отвергнув предложение немецких оккупационных властей о возвращении, не оказываются в Лондоне. В августе 1942 года территория бывшего великого герцогства аннексируется Рейхом и становится частью гау Мозельланд.

- 14—15 мая 1940 года германские войска входят в Амстердам и оккупируют все Нидерланды, за исключением Зеландии. До 17 мая Германия завершает оккупацию. Подписана полная капитуляция, королева Вильгельмина, двор и правительство во главе с Дирком Яном де Гером бегут в Великобританию и учреждают в Лондоне правительство в изгнании[англ.]. В феврале 1945 года правительство во главе со сменившим в сентябре 1940 года де Гера Питером Гербранди переехало в освобожденный Остервейк в Северном Брабанте, королева же в марте совершила тур по югу Нидерландов); после окончательного освобождения в мае 1945 года королева и правительство вернулись в столицу.
- 17 мая 1940 года Брюссель занят гитлеровцами. 18 мая Гитлер подписывает декрет о присоединении бельгийской территории к Германии. 28 мая король Бельгии Леопольд III подписывает акт о капитуляции и остаётся в стране, а позже депортируется в Германию. 4 июня 1940 года завершается процесс оккупации Бельгии нацистской Германией. Правительство во главе с Юбером Пьерло бежит в Лимож, затем в Бордо, а после требования вишистского правительства от 16 сентября покинуть территорию Франции переезжает ещё несколько раз, пока, наконец, 22 октября 1940 года не прибывает в Лондон, где и остается до освобождения Брюсселя союзниками.
  - 10 июня 1940 года Италия объявляет войну Великобритании и Франции и приступает к боевым действиям в Восточной и Северной Африке, а также в юго-восточной Франции.
  - 11 июня 1940 года — первые налёты итальянских ВВС на Мальту. Начало Битвы за Мальту.
- 14 июня 1940 года германские войска вступают в Париж. 17 июня Франция отклоняет предложение Черчилля о «нерушимом союзе» и необходимости сражаться до конца. 22 июня в Компьенском лесу, в том же вагоне, в котором было подписано перемирие 1918 года, был подписан акт о капитуляции. Официально военные действия закончились 25 июня. Согласно условиям капитуляции, 3/5 территории Франции были отданы под контроль Германии. В частности, вдоль побережья с целью предотвращения десанта союзников был воздвигнут Атлантический вал. Италия получала территорию площадью в 832 км². В центральной и южной Франции был создан марионеточный режим Виши. США и СССР первоначально признали режим и аккредитовали при нём своих послов (эти отношения были разорваны после нападения Германии на СССР в 1941 году).
- 14 июня 1940 года СССР предъявляет прибалтийским диктаторам ультиматумы об организации свободных выборов и вводе дополнительных воинских контингентов в Литву, 16 июня — в Латвию и Эстонию. Условия были приняты. 15 июня советские войска входят в Литву, 17 июня — в Эстонию и Латвию. Литовский президент Антанас Сметона, столкнувшийся с неприятием большей частью правительства своих предложений об организации сопротивления, бежит в Германию. В своём рабочем кабинете совершает самоубийство командующий погранвойсками Латвии — бригадный генерал Людвиг Болштейн. Балтийская Антанта прекращает своё существование.

- 15 июня Гитлер отдает приказ о сокращении армии до численности мирного времени — 120 дивизий[12].
  -  17—19 июня 1940 года в Лондоне обнаруживается польское правительство в изгнании (главы: Владислав Сикорский ((30.09.1939—04.07.1943, Станислав Миколайчик (до 24.11.1944), Томаш Арцишевский (с 29.11.1944)) и президент в изгнании Владислав Рачкевич. Формируется виртуальное «Польское подпольное государство». 19 июня премьер-министр Владислав Сикорский обращается по радио к военнослужащим польской армии с призывом прибыть в Великобританию. Треть личного состава бывших вооружённых сил Польши следует этому призыву. На основе подписанного 5 августа польско-британского военного договора формируется армия (с 14 февраля 1942 года — Армия Крайова). Формально польское правительство в изгнании просуществовало в Лондоне до 1990 года, когда передало свои полномочия новоизбранному президенту Польши Леху Валенсе.
  -   В ночь на 28 июня 1940 года Коронный совет Румынии, учитывая рекомендацию Германии, соглашается с ультиматумом Вячеслава Молотова о передаче СССР Бессарабии и Северной Буковины. 28 июня — 3 июля советские войска оккупируют и аннексируют их. Обретённые территории присоединяются к Украинской ССР, 2 августа входившая в неё Молдавская АССР преобразуется в полноценную ССР. 7 августа в Буджаке образована Аккерманская область (с декабря — Измаильская), а в Северной Буковине — Черновицкая область.
- 30 июня — 4 июля 1940 года — оккупация и аннексия Германией британских Нормандских островов (коронных земель Гернси и Джерси).
- 7 июля 1940 года в Лондоне провозглашено чехословацкое правительство в изгнании, 21 июля 1940 года признанное Великобританией, в июле 1941 года — СССР, 28 октября 1942 года — США. Президентом стал Эдвард Бенеш, главой правительства — Ян Шрамек, функции законодательного органа с декабря 1940 года временно исполнял Чехо-Словацкий государственный совет во главе с Бенешем и Миланом Годжей. С ноября 1940 по март 1945 гг правительство находилось в городке Эстон-Эбботс в графстве Бакингемшир. В конце 1943 года в Ружомбероке был создан независимый от правительства в изгнании Словацкий национальный совет.
- 10 июля 1940 года — начало Битвы за Британию. 16 июля выходит директива Гитлера № 16 о подготовке операции по высадке в Англии, 1 августа — директива № 17 о проведении воздушной войны против Англии.
  -    14 июля в трёх прибалтийских государствах проходят парламентские выборы, победу на которых при явке избирателей в 84 — 95 % одерживают прокоммунистические Блоки (Союзы) трудового народа — единственные избирательные списки, допущенные к выборам: в Эстонии за них было отдано 92,8 % голосов, в Литве — 99,19 %, в Латвии — 97,8 % голосов. Вновь избранные парламенты 21—22 июля провозгласили создание Эстонской, Латвийской и Литовской ССР. 3—6 августа республики вошли в Советский Союз.
  -  30 августа 1940 года — второй Венский арбитраж. По решению Германии и Италии Румыния уступает Венгрии Северную Трансильванию, в которой проживает значимое венгерское меньшинство. Венгрия оккупирует территорию, происходят антирумынские погромы.
  -  7 сентября 1940 года в дополнение к решениям второго Венского арбитража по Крайовскому договору Румыния уступает Болгарии Южную Добруджу и производит обмен населением по этническому признаку. 6 сентября румынский король Кароль II был вынужден отречься от престола в пользу сына Михая и покинуть страну под давлением общественного мнения, возмущённого территориальными потерями. С 15 сентября в стране устанавливается фашистский режим во главе с Ионом Антонеску.

|                                                       |
| Оккупационные зоны в Греции: Италии Германии Болгарии |

- Сентябрь 1940 года — создание германской военной миссии в Румынии[13].
- 22 сентября 1940 года — ввод германских войск на территорию Финляндии.
- 27 сентября 1940 года — заключение Берлинского пакта между нацистской Германией, Италией и Японской империей, предусматривавшего разграничение зон влияния при «установлении нового порядка» и военную взаимопомощь при нападении на одну из этих стран какой-либо державы, не участвующей в данное время в войне[13].
- 8—12 октября 1940 года Германия оккупирует Румынию с целью охраны нефтяных промыслов и поддержки режима кондукэтора («вождя») Иона Антонеску против «Железной гвардии», позже устроившей неудачный переворот 21—23 января 1941 года.
  - В ночь на 28 октября 1940 года Италия ставит ультиматум Греции, требуя разрешения на ввод своих войск с целью занятия неназванных «стратегических точек» на греческой территории. Ответ диктатора Греции Иоанниса Метаксаса, как утверждают, был краток: όχι, то есть «нет»[14]. Утром 28 октября греческое население вышло на улицы, скандируя «охи». Италия вторгается из Албании в греческие Западную Македонию и Эпир, встречая ожесточённое сопротивление.
  - 1 ноября 1940 года британские войска оккупируют остров Крит.
  - 20 ноября 1940 года к Берлинскому пакту присоединяется хортистская Венгрия, 23 ноября — Румыния, 24 ноября — Словакия.

#### 1941, январь—июнь
- 10 января 1941 года СССР покупает у Германии для Литовской ССР за 35 млн рейхсмарок золотом восточную часть Сувалкского повята — Вылкавысский выступ[15].
- 1 марта 1941 года Болгария присоединяется к Берлинскому пакту и даёт разрешение на использование части своей территории германскими войсками как плацдарма для нападения на Югославию и Грецию.
  - 25 марта 1941 года к Берлинскому пакту присоединилось королевство Югославия (правительство Драгиши Цветковича), но уже 27 марта произошёл государственный переворот, осуществлённый офицерами югославской армии во главе с генералом Душаном Симовичем, который расторг Венский протокол о присоединении к Берлинскому пакту. Вечером того же дня Гитлер подписал директиву о войне против Югославии с целью ликвидации её как государства. В ночь на 6 апреля делегация нового югославского правительства в Москве подписала Договор о дружбе и ненападении между СССР и Югославией[16].

- 31 марта 1941 года «Африканский корпус» Роммеля наносит удар британским вооружённым силам в Ливии. 4 апреля без боя занят Бенгази, 10 апреля окружён Тобрук.
- 6—17 апреля 1941 года Германия, Италия, Венгрия, Болгария и марионеточная Албания захватывают («Апрельская война») и расчленяют Югославию. 13 апреля вермахт входит в Белград. Король и правительство во главе с Душаном Симовичем бегут в Афины, а затем в Каир и Лондон, где будут находиться до конца войны (главы правительства в изгнании: Симович — до 12.01.1942, Слободан Йованович — до 26.06.1943, Милош Трифунович — до 10.08.1943, Божидар Пурич — до 08.07.1944, Иван Шубашич — до 07.03.1945; в эмиграции у короля родился наследник — кронпринц Александр). Германия аннексирует Нижнюю Штирию и Нижнюю Каринтию, Венгрия — Баранью и Бачку, а с 10 июля Прекмурье, Болгария — Македонию и юго-восточные части Сербии (Поморавье), Италия — Далмацию и, совместно с Албанией, Метохию, Косово, западную часть бывшей югославской Македонии и Котор (Каттаро, итал. Provincia di Cattaro).
- 6 апреля 1941 года Германия с территории Болгарии вторгается в Грецию («Операция Марита»), оказывая помощь Италии. 27 апреля германские войска входят в Афины. Король Георг II бежит на Крит. Греция разделяется на оккупационные зоны — германскую (Центральная Македония, Афины, Восточная Фракия, Афон, Лемнос, Хиос, Лесбос, Мелос и др.), болгарскую (Восточная Македония и Фракия) и итальянскую (остальная Греция). 30 апреля формируется совместный германо-итальянский протекторат «Эллиническое государство» (премьер-министры: Георгиос Цолакоглу — до 02.12.1942; Константинос Логофетопулос — до 07.04.1943; Иоаннис Раллис — до 12.10.1944).

- -  11 апреля 1941 года на территории Хорватии, Славонии, Боснии и Герцеговины провозглашается марионеточное Независимое государство Хорватия (НГХ). 17 апреля из Италии в Загреб прибывает поглавник (вождь) Анте Павелич. Номинально государство с 18 мая под тронным именем Томислава II возглавлял герцог Аостский Аймоне Маргарита Мария Джузеппе ди Торино, принц итальянского королевского дома, однако он ни разу не побывал в НГХ, а 31 июля 1943 года отрёкся от престола. 15 июня НГХ присоединяется к Берлинскому, 26 июня — к Антикоминтерновскому пакту, 14 декабря объявляет войну Великобритании и США. Из-за активного партизанского движения Югославии НГХ за всё время своего существования ни единого дня не контролировало всю заявленную территорию.
- 29 апреля 1941 года Гитлером утверждается План «Ольденбург». Согласно плану, территорию европейской части СССР предлагалось разделить на четыре экономических инспектората (Ленинград, Москва, Киев, Баку) и 23 экономических комендатуры, а также 12 бюро. Позже предполагалось разбить эту территорию на семь экономически зависимых от Германии государств.
  -  3 мая 1941 года на территориях Словении (Крайна и небольшая часть Истрии), оставшихся после инкорпорирования остальных её частей в Рейх и Венгрию, Италией учреждается Провинция Любляна.
- 9 мая 1941 года Альфред Розенберг делает доклад фюреру о плане расчленения СССР и создания местных органов управления. На территории СССР предусматривалось создать пять рейхскомиссариатов, подразделяющихся на генеральные комиссариаты и, далее, на районы. План был принят с рядом поправок. Предусматривалась также некоторая степень самоуправления для лояльных территорий. На деле, наибольшей свободой действий в ходе немецкой оккупации пользовались лишь органы самоуправления в Эстонии (лидер — Хяльмар Мяэ), Латвии (Оскарс Данкерс), Литве (Пятрас Кубилюнас); определённое влияние имели также украинские (Украинский центральный комитет Владимира Кубийовича в Кракове и Украинский краевой комитет во Львове), белорусские (Белорусская центральная рада Радослава Островского) и некоторые русские (т. н. «Локотская республика» Константина Воскобойника и Бронислава Каминского) органы местной власти.
  - 10 мая 1941 года заместитель фюрера по партии обергруппенфюрер СС и СА Рудольф Гесс совершает, по официальной версии, втайне от нацистского руководства перелёт в Шотландию с целью предложить британскому правительству заключить мир и совместно участвовать в войне против СССР. От имени Гитлера Гесс изложил условия: Великобритания полностью сохраняет Британскую империю, но возвращает Германии её прежние колонии и выводит свои войска из Ирака; британское правительство подписывает мир с Муссолини; Черчилль должен подать в отставку. Предложения были отвергнуты, а сам Гесс до 6 октября 1945 года был заключён в тюрьму лондонского Тауэра. Министерство пропаганды Рейха выпустило пресс-релиз о том, что Гесс сошёл с ума.

- -  13 мая 1941 года формируется сербское монархическое движение четников. Первоначально ориентировались на Петра II. После столкновения с оккупантами разделились: одни (лидер — Драголюб «Дража» Михайлович) стали бороться против немцев и — с конца 1941 года — против партизан Тито, тогда как другие (лидер — Коста Печанац) при поддержке оккупационных властей сосредоточились на борьбе с коммунистическими партизанами.
  - 18 мая 1941 года в Риме Муссолини и Павелич заключают соглашение об уступке НГХ Италии практически всей Далмации, включая Хорватское приморье и Горски-Котар, а также об итальянских военных базах на территории НГХ. Северная часть Хорватии, Славония и Восточный Срем (нем. Ostsyrmien) попадают в «германскую зону проникновения» под оккупацию вермахта.
- Май 1941 года — сворачивание нацистской Германией Битвы за Британию в связи с подготовкой агрессии против СССР. До июня 1944 года на Западном фронте значимых сухопутных операций за пределами Итальянского королевства не будет (см., однако, Битва за Атлантику (1939—1945), Битва за Дьеп, Рейд на Сен-Назер).
- 20 мая — 1 июня Германией и Италией захвачен Крит (операция «Меркурий»). 24 мая Георг II эвакуируется в Египет, где создаётся греческое правительство в изгнании (главы: действующий на момент оккупации премьер Эммануил Цудерос (до 13.04.1944), Софоклис Венизелос (13.04.1944 — 29.04.1944), Георгиос Папандреу (с 29.04.1944)). Георг II сумел вернуться в Грецию лишь 26.09.1946 после референдума, который подтвердил монархическую форму правления; до этого с января 1945 года его интересы представлял наместник, архиепископ Афинский Дамаскин.
- 22 июня 1941 года — начало вторжения нацистской Германии в СССР (Украинская ССР, Белорусская ССР, Молдавская ССР, Литовская ССР, Латвийская ССР, Эстонская ССР, области РСФСР: Псковская, Смоленская, Курская, Орловская, Белгородская). Начало Великой Отечественной войны.

### После вторжения в СССР

#### 1941, июнь—декабрь
- - 22 июня 1941 года войну СССР объявляют Румыния и Италия (итальянские войска начали боевые действия с 20 июля), 23 июня — Словакия, 25 июня — Финляндия, 27 июня − Венгрия.
  -  22 июня армия Финляндии в нарушение Аландской конвенции 1921 года оккупирует Аландские острова.
- 23 июня 1941 года на территории Литвы легализуется «Временное правительство Литвы», подпольно созданное Литовским фронтом активистов (ЛФА) 22 апреля. Несмотря на то, что большинство членов организации успели арестовать органы НКВД, с отходом Красной армии оставшиеся на воле активисты Национального трудового охранного батальона занимают Каунас, Вильнюс и несколько других городов, где ожидают своего признания в качестве национальной литовской власти от наступающих германских нацистов, занимаясь этническими чистками евреев и цыган. Однако глава организации Казис Шкирпа, находившийся в Германии, был арестован немцами, а «правительство» 5 августа было распущено. После того как 20 сентября ЛФА обратился к Германии с меморандумом протеста против оккупации Литвы, фронт был 26 сентября запрещён, большая часть его членов попала в концлагеря, а проявившие лояльность к оккупантам были наняты на службу в шуцманшафт.
- 27 июня 1941 года пал Белосток, 28 июня — Минск.
- 28 июня 1941 года — начало германо-финской операции «Зильберфукс» по овладению Мурманском (22 сентября она заканчивается неудачей, оборону РККА прорвать не удаётся).
  -  30 июня 1941 года после ухода советских войск из Львова ОУН(б) во главе со Степаном Бандерой провозгласила восстановление Украинского государства. Председателем правительства — «Украинского государственного правления» — был назначен Ярослав Стецько. Позднее, после оккупации вермахтом Киева, конкурировавшая ОУН(м) Андрея Мельника провозгласила создание Украинского национального совета. Однако власти нацистской Германии не признали этих актов, провозглашённых конфликтующими фракциями ОУН. Их активные деятели подвергались арестам, а руководители бандеровской ОУН впоследствии были отправлены в концлагеря, где содержались до сентября 1944 года.
  -  4 июля 1941 года Главный штаб партизанского движения Югославии Иосипа Броз Тито объявляет о начале антифашистского сопротивления в оккупированной Югославии.

- 6 июля 1941 года пала Рига, 9 июля — Псков, 10 июля — Тернополь, Винница, Житомир. 11 июля захвачен Витебск.
  -  12 июля 1941 года Италия учреждает на территории оккупированной Черногории марионеточный протекторат Королевство Черногория. Правда, кандидат на престол принц Михаил Петрович-Негош, даже будучи помещён под арест, так и не согласился его занять; отказались от черногорского престола также представители дома Романовых Роман Петрович и Николай Романович. В итоге королевством управлял премьер-министр Секула Дрлевич.
  - 12 июля 1941 года в Москве подписано соглашение «О совместных действиях правительства СССР и Великобритании в войне против Германии», положившее начало юридическому оформлению Антигитлеровской коалиции.
- 16 июля 1941 года пали Смоленск, Полоцк и Кишинёв.
- 17 июля 1941 года на основании декрета Гитлера «О гражданском управлении в оккупированных восточных областях» было создано Имперское министерство оккупированных восточных территорий (нем. Reichsministerium für die besetzten Ostgebiete (RMfdbO)). Возглавил его Альфред Розенберг. В этот же день учреждены две административных единицы нацистской Германии — рейхскомиссариат Остланд, включавший в себя Прибалтику и Западную Белоруссию и подразделявшийся на четыре генеральных округа (нем. Generalbezirke), Estland, Lettland, Litauen и Weißruthenien, и рейхскомиссариат Московия, в который должна была войти вся европейская часть России, за исключением юга и западных областей (Псков и др.), вошедших в Остланд. К этому моменту территория последнего была захвачена почти полностью, за исключением северной части Эстонии.
  - 18 июля 1941 года Сталин направляет Черчиллю послание с предложением об открытии второго фронта против Германии на севере Франции и на севере Норвегии в 1941 году. Это была первая подобная просьба советского руководителя. 21 июля Черчилль отвечает, что открытие второго фронта невозможно.
- 19 июля 1941 года РККА оставлены Ельня и Великие Луки. 23 июля 1941 года пала Брестская крепость.
- 26 июля 1941 года — завершена полная оккупация территории МССР румынско-немецкими войсками.
  -  28 июля 1941 года на территории большей части западной Сербии югославскими партизанами создаётся Ужицкая республика.
- 1 августа 1941 года на территории оккупированной Галиции образован дистрикт Галиция (центр — Лемберг), который, в отличие от остальной Украины, включён в состав Генерал-губернаторства (первым губернатором Галиции стал Карл фон Ляш, однако более известен его преемник Отто Вехтер). В тот же день был образован бецирк (округ) Белосток — особый район, присоединённый и управлявшийся из гау Восточная Пруссия, но не вошедший в его состав.
- 8 августа прекращено сопротивление Красной армии под Уманью, 9 августа оставлена Старая Русса.
  - 14 августа 1941 года на военно-морской базе Арджентия в Ньюфаундленде Уинстоном Черчиллем и Франклином Рузвельтом была принята Атлантическая хартия. Позже, 24 сентября, в Лондоне к Хартии присоединятся правительства СССР, Бельгии (в эмиграции), Чехословакии (в эмиграции), Греции (в эмиграции), Люксембурга (в эмиграции), Нидерландов (в эмиграции), Норвегии (в эмиграции), Польши (в эмиграции), Югославии (в эмиграции), а также «Свободной Франции». Антигитлеровская коалиция оформилась.
- 15 августа 1941 года РККА оставлен Кривой Рог, 16 августа — Кингисепп, 17 августа — Николаев и Нарва, 19 августа — Новгород и Херсон.

- 20 августа 1941 года декретом Гитлера учреждён рейхскомиссариат Украина как административная единица нацистской Германии. Он включал в себя захваченные украинские территории за вычетом дистрикта Галиция (передававшегося под контроль Генерал-губернаторства), Транснистрии (Заднестровья) и Северной Буковины, отходивших Румынии, и, позже, выделения Таврии (Крыма), аннексированного Германией под будущую немецкую колонизацию как Готия (Готенгау). Кроме того рейхскомиссариат Украина должен был позже охватить российские области: Курскую, Воронежскую, Орловскую, Ростовскую, Тамбовскую, Саратовскую и Царицынскую. Бессменным руководителем рейхскомиссариата стал Эрих Кох. Ставка Коха находилась в Ровно.
  - 23 августа 1941 года Финляндия завершает оккупацию Северного Приладожья, 9 сентября — Карельского перешейка.
- 25 августа 1941 года вермахтом оккупированы Великие Луки. 28 августа пал Таллин. 5 сентября континентальная территория Остланда оказалась захвачена полностью.
- 29 августа 1941 года Германия после неудачной попытки создания Гражданского комиссариата формирует на территории оккупированной Сербии Правительство национального спасения под руководством генерала Милана Недича и военную администрацию нацистской Германии (нем. Militärverwaltung in Serbien). Формально включённый в состав Сербии западный Банат при этом де-факто находится в руках местного этнически немецкого меньшинства.
- 30 августа 1941 года в Бендерах подписан германско-румынский договор о присоединении захваченной Транснистрии к Румынии.
  -  сентябрь 1941 года — I конференция Организации украинских националистов Степана Бандеры вынесла решение о признании нацистской Германии врагом Украины наравне с СССР.
  - 3 сентября 1941 года Сталин констатирует в письме Черчиллю: «Советский Союз потерял больше половины Украины и, кроме того, враг оказался у ворот Ленинграда. […] Немцы считают опасность на Западе блефом и безнаказанно перебрасывают с Запада все свои силы на Восток, будучи убеждены, что никакого второго фронта на Западе нет и не будет».
  -  С 4 сентября — захват Восточной Карелии Финляндией. 1 октября 1941 года пал Петрозаводск. В начале декабря перерезан Беломорско-Балтийский канал. До лета 1944 года советско-финская линия фронта стабилизировалась.
- 8 сентября 1941 года замкнуто германско-финское кольцо вокруг Ленинграда. Начало блокады города. 19 сентября оставлен Киев.
- 3 октября 1941 года германскими войсками без боя захвачен Орёл. 6 октября пал Брянск, 11 октября — Мценск, 12 октября — Калуга, 14 октября — Калинин (Тверь) и Ржев, 16 октября — Одесса, 17 октября — Таганрог, 18 октября — Малоярославец и Можайск. 21 октября захвачена западная половина Наро-Фоминска (отбит 26 декабря).

- 22 октября 1941 года германскими вооружёнными силами захвачен Моонзундский архипелаг (он использовался Красной армией как база для авианалётов на Берлин и поддержки Балтийского флота).
- 24 октября 1941 года пал Харьков. 27 октября германские войска вошли в Волоколамск. 2 ноября Вермахтом занят Крым и блокирован Севастополь. 3 ноября занят Курск, 8 ноября — Тихвин.
- Октябрь — ноябрь 1941 года — в нескольких деревнях под Полоцком образуется «республика Зуева» («республика староверов»).
- 15 ноября 1941 года немецкими властями официально оформляется автономное Локотское самоуправление, позже распространившееся на ряд оккупированных районов Орловской и Курской областей.
- 16 ноября 1941 года германскими войсками захвачена Керчь (отбита 30 декабря 1941 года, вновь бралась ещё трижды), 20 ноября — Ростов-на-Дону (отбит 28 ноября 1941 года). 20 ноября пал Сталиногорск (Новомосковск).
- 18 ноября 1941 года в Северной Африке британские войска сняли осаду с Тобрука и отбросили германско-итальянские силы в Триполитанию, завладев Киренаикой.
  - 25 ноября 1941 года Антикоминтерновский пакт продлевается на пять лет. К нему присоединяются Финляндия, Румыния, Болгария, Дания, Словакия и прояпонское нанкинское правительство Китая Ван Цзинвэя.
- 1 декабря 1941 года — падение Ужицкой Республики югославских партизан в Сербии. Территория вновь захвачена гитлеровцами.
- 2 декабря 1941 года после более чем четырёхмесячной осады РККА оставляет военно-морскую базу СССР в Финляндии на полуострове Ханко (Гангут). 4 декабря 1941 года пал Елец.
- 5 декабря 1941 года — начало контрнаступления Красной армии под Москвой.
  -  7 декабря 1941 года Японская империя совершает нападение на Пёрл-Харбор на Гавайских островах. 8 декабря США объявляют войну Японии.

- 9 декабря 1941 года РККА освобождены Тихвин и Елец.
- 11 декабря 1941 года Германия и Италия объявили войну США.
- 16 декабря 1941 года советскими войсками освобождён Калинин (Тверь), 20 декабря — Волоколамск. 26 декабря — Наро-Фоминск. 30 декабря — Калуга.
- 26 декабря высадка десанта РККА и захват Керчи и 30 декабря — Феодосии. Ко 2 января 1942 года советские войска полностью занимают Керченский полуостров.

#### 1942
- 2 января 1942 года РККА освобождён Малоярославец. 14 января — Медынь. 20 января — Можайск.
- 21 января 1942 года войска Роммеля разгромили основные силы британских войск и 7 февраля вышли на рубеж Эль-Газала — Бир-Хакейм.
- 29 января 1942 года Красной армией освобождены Сухиничи. 14 февраля партизаны Дятьковского района Орловской (ныне Брянской) области заняли город Дятьково и образовали «Дятьковскую Советскую республику», восстановив советскую власть. 15 февраля группа партизанских отрядов («Ураган», «Дедушка» и другие) освободила Дорогобуж Смоленской области.
- 1 февраля 1942 года рейхскомиссар Норвегии Йозеф Тербовен объявляет действие монархии приостановленной и назначает на пост министра-президента Видкуна Квислинга с титулом фёрер («вождь»).
  -  апрель 1942 года — на II конференции ОУН(б) было указано на «скорую возможность вооружённой борьбы за украинскую государственность в подходящее время», когда или СССР потерпит поражение, или Германия истощит свои силы в войне. Вооружённая борьба против немецких оккупантов откладывалась на неопределённый срок, до истощения сил немцев. Основной задачей ставилась борьба против «московско-большевистских влияний», «пропаганды партизанщины», «оппортунистов» из ОУН(м) и других украинских политических течений.
- 20 апреля 1942 года завершена Ржевско-Вяземская операция. Советскими войсками полностью освобождены Московская и Тульская области, многие районы Калининской и Смоленской областей.
- 18 мая 1942 года — провал Керченско-Феодосийской операции РККА, Крым оставлен. 4 июля пал Севастополь, 6 июля — правобережная часть Воронежа, 8 июля — Старый Оскол.
- 27 мая войска Роммеля, тесня британские силы, вступили в Египет и к концу июня осадили Эль-Аламейн в непосредственной близости от Суэцкого канала.
- 17 июля 1942 года вермахтом захвачен Ворошиловград, 24 июля — Ростов-на-Дону (повторно), 27 июля — пгт Шотово Ворошиловградской области, последний удерживавшийся советскими войсками населённый пункт на территории УССР[17]. Начало Сталинградской битвы.
- Начало Битвы за Кавказ. 27 июля пал Новочеркасск, 6 августа — Армавир, 9 августа — Краснодар, 10 августа — Майкоп, 12 августа — Элиста.
- 19 августа 1942 года британско-канадские войска атакуют французский город Дьеп. Атака отбита, союзникам нанесены тяжёлые потери.

- 21 августа 1942 года отряд альпинистов 1-й горнопехотной дивизии установил на западной вершине Эльбруса знамёна вермахта и дивизии. 25 августа пал Моздок, 31 августа — Анапа, 11 сентября — Новороссийск.
- 9 сентября 1942 года был образован Белорусский штаб партизанского движения (БШПД). С конца 1941 года в Белоруссии начали образовываться партизанские края и зоны, полностью очищенные от нацистов. Так, в марте 1942 года был полностью освобождён Кличевский район Могилёвской области с райцентром. Большие территории были освобождены в 1942 году в белорусском Полесье, Витебской, Минской, Барановичской, Вилейской областях.
- 23 октября 1942 года — начало британского контрнаступления при Эль-Аламейне. 13 ноября немцами оставлен Тобрук. 20 ноября — отход германских войск из Бенгази.
- 28 октября 1942 года пал Нальчик.
- 8 ноября 1942 года — начало высадки американо-английских войск в Алжире и Марокко, к концу ноября территория этих колоний полностью освобождена от сил вишистской Франции.
- 10—11 ноября 1942 года германские и итальянские войска, несмотря на протесты режима Виши, полностью оккупируют контролировавшуюся им территорию Франции с целью предотвращения внезапной высадки союзных войск. Отныне Франция разделена на Северную и Южную зоны оккупации.
  -  11 ноября 1942 года — итальянские войска оккупируют Монако.
- 13 декабря Адольф Гитлер провозгласил Антона Адриана Мюссерта лейдером («вождем») нидерландского народа, однако реальная власть оставалась в руках рейхскомиссара Артура Зейсс-Инкварта.
  - 22 декабря 1942 года сформирована первая регулярная воинская часть Народно-освободительной армии Югославии — 1-я пролетарская бригада.

#### 1943, январь—август
- 1 января 1943 года Сталинградский фронт переименовывается в Южный. Начало контрнаступления советских войск на Кавказе. 1 января РККА освобождена Элиста, 3 января — Моздок, 4 января — Нальчик, 10 января — Кисловодск, 11 января — Ессентуки, Пятигорск, Минеральные Воды. 17 января освобождены Великие Луки.
- 18 января 1943 года — прорыв блокады Ленинграда. Войска Ленинградского и Волховского фронтов соединились в районе Рабочих посёлков № 1 и 5. В этот же день был освобождён Шлиссельбург и очищено от гитлеровцев всё южное побережье Ладожского озера.
- 21 января 1943 года РККА освобождён Ставрополь.

- 23 января 1943 года британцами захвачен Триполи. В начале февраля немецко-итальянские войска вытеснены из Ливии в Тунис.
- 25 января 1943 года Красной армией освобождён Воронеж, большая часть Воронежской и Курской областей, Армавир, 30 января — Майкоп.
- 2 февраля 1943 года — конец Сталинградской битвы. Один из её итогов — кризис профашистских режимов в Италии, Румынии, Венгрии, Словакии, невступление в войну Турции.
- 4 февраля 1943 года — завершение Северо-Кавказской операции. Советскими войсками освобождены Чечено-Ингушская, Северо-Осетинская и Кабардино-Балкарская АССР, Ставропольский край, часть Ростовской области и Краснодарского края. 7 февраля вермахт оставляет Азов, 8 февраля — Курск, 9 февраля — Белгород (18 марта занят вновь), 12 февраля — Краснодар, 13 февраля — Новочеркасск, 14 февраля — Ростов-на-Дону и Ворошиловград, 16 февраля — Харьков (занят вновь 14 марта).
- 16 февраля 1943 года советские альпинисты начали восхождение на Эльбрус, с вершины которого сняли нацистские флаги и подняли государственный флаг СССР. 3 марта РККА освобождён Ржев, 12 марта — Вязьма.
  -  17—23 февраля 1943 — по решению III конференции ОУН(б) УПА начала боевые действия против стран Оси. В марте 1943 года её усилиями на территории Волыни освобождённой от немецкой администрации и советских партизан создана так называемая Колковская республика, ликвидированная немецкими войсками в ноябре того же года.
- 21 марта 1943 года — начало наступления англо-американских войск в Тунисе.
- 13 мая 1943 года — капитуляция итало-германских войск (250 тыс. человек) в Северной Африке.
- начало июня 1943 года — Великобритания и США извещают Советский Союз о своём решении не создавать второй фронт в Западной Европе в 1943 году, а сосредоточиться на Северной Африке и подготовке высадки в Сицилии.
  - 1 июля 1943 года, генерал-фельдмаршал Манштейн: «Гитлер заявил, что теперь нельзя давать обещания отдельным народам Советского Союза ввиду плохого воздействия этого на наших солдат. Наши солдаты должны знать, за что они борются, а именно — за жизненное пространство для своих детей и внуков…»[18]
- 5 июля 1943 года — германское наступление на Курской дуге (операция «Цитадель»). Начало Курской битвы. 12-23 июля — сражение под Прохоровкой, крупнейший в истории встречный танковый бой и решающее событие битвы на Курской дуге.

- - 10 июля 1943 года — начало высадки союзников в Сицилии (операция «Хаски»). Манштейн: «Совещание 13 июля началось заявлением Гитлера о том, что положение на Сицилии, где западные державы высадились 10 июля, стало серьёзным. Итальянцы вообще не воевали. Вероятно, мы потеряем остров»[18].
  - 25 июля 1943 года — антифашистский переворот в Италии, арест Бенито Муссолини на аудиенции у короля Виктора Эммануила III, назначение нового правительства маршала Пьетро Бадольо, которое начало мирные переговоры с союзниками. 27 июля состоялся роспуск Национальной фашистской партии Италии.
- 5 августа — контрнаступление советских войск. РККА заняла Орёл и Белгород. В Москве устроен первый салют победы. 23 августа Красной армией освобождён Харьков, тем самым окончилась Курская битва. По мнению Эриха фон Манштейна, «она была последней попыткой сохранить нашу инициативу на Востоке. С её неудачей, равнозначной провалу, инициатива окончательно перешла к советской стороне»[19].

### После битвы на Курской дуге

#### 1943, август—декабрь
- 28 августа 1943 года после встречи с Гитлером в Восточной Пруссии и возвращения в Софию внезапно скончался царь Болгарии Борис III, по официальной версии от инфаркта. Появились версии его отравления из-за разногласий с фюрером (в частности, Борис так и не объявил войну СССР). Преемником Бориса стал его 6-летний сын Симеон II.
- 30 августа 1943 года РККА освобождена Ельня, 1 сентября — Дорогобуж, 25 сентября — Смоленск и Рославль. Ликвидировано Локотское самоуправление. Закончена Смоленская операция.
- 30 августа 1943 года в ходе Битвы за Донбасс Красной армией освобождён Таганрог, 2 сентября — Сумы, 6 сентября — Конотоп, 8 сентября — Сталино (Донецк), 10 сентября — Мариуполь.
- 3 сентября 1943 года Италией подписано перемирие с союзниками. В тот же день — начало англо-американской высадки в материковой Италии. 8 сентября страна официально выходит из войны.

- 3 — 8 сентября 1943 года Германия оккупирует северную и центральную часть Италии. 10 сентября на оккупированной территории образуются две военные зоны — Предальпийская оперативная зона[англ.] и Оперативная зона Адриатического побережья. В числе прочего, Германия аннексирует итальянский Южный Тироль. В результате операции эсэсовского спецназа Отто Скорцени Бенито Муссолини освобождён из-под ареста и доставлен в зону немецкой оккупации. 23 сентября Муссолини объявляет, что направленный против него государственный переворот потерпел неудачу (его участники были осуждены в ходе Веронского процесса), и режим продолжает существование в виде Итальянской социальной республики.
- 8 сентября 1943 года Германия оккупирует Монако.
  -  С 9 сентября по 4 октября 1943 года партизаны и части движения «Сражающаяся Франция» освобождают Корсику.
- С 10 сентября 1943 года вермахт оккупирует Албанию, Черногорию, Македонию, Грецию вместо итальянцев.
- После падения Муссолини британские войска попытались закрепиться на Додеканесских островах (владение Италии с 1912 года), однако в период с 8 сентября по 22 ноября 1943 года были выбиты оттуда гитлеровцами.
- Воспользовавшись падением режима Муссолини, Независимое государство Хорватия аннексирует итальянские территории в Черногории (Котор) и Далмации, кроме Зары (Задара).
- 16 сентября 1943 года Красная армия освобождает Новороссийск и Новгород-Северский, 17 сентября — Брянск, 21 сентября — Чернигов и Анапу, 23 сентября — Полтаву, 25 сентября — Смоленск и Рославль, 29 сентября — Кременчуг.
  -  17 сентября 1943 года американский десант оккупирует остров Сардиния.
- 22 сентября партизанами убит генеральный комиссар Белоруссии Вильгельм Кубе, на смену которому пришёл обергруппенфюрер СС Курт фон Готтберг, остававшийся на этом посту до фактической ликвидации генерального округа Белорутения рейхскомиссариата Остланд.
- 1 октября 1943 года союзные войска вступают в Неаполь. За сутки до этого народным восстанием оттуда были изгнаны немцы. До весны 1944 года границей продвижения союзных войск в Италии становится «Линия Вольтурно» южнее Рима.
- 7 октября 1943 года РККА занята Тамань, 14 октября — Запорожье, 23 октября освобождён Мелитополь, 25 октября — Днепропетровск и Днепродзержинск. 6 ноября был освобождён Киев, 13 ноября — Житомир (вновь оставлен 18 ноября), 26 ноября — Гомель.
  -  25 октября 1943 года образован прозападный Верховный комитет освобождения Литвы. Формально просуществовал до 1990 года.
  - 21 — 22 ноября 1943 года по инициативе Украинской повстанческой армии на контролируемой ей территории была проведена так называемая Конференция порабощённых народов Востока Европы и Азии, заложившая основы Антибольшевистского блока народов.
- 28 ноября — 1 декабря 1943 года — Тегеранская конференция руководителей СССР, США, Великобритании. К её итогам, в частности, относятся закрепление за Советским Союзом (после будущей победы) всех его территориальных приобретений 1939—1940 годов (включая итоги финской войны) и части Восточной Пруссии, а также установление западной границы Польши по Одеру и Нейсе. Открытие второго фронта намечено на май 1944 года.
  -  29 ноября 1943 года в городе Яйце (Босния) в ходе второй сессии Антифашистского вече народного освобождения Югославии на освобождённых от гитлеровцев территориях провозглашён Национальный комитет по освобождению Югославии — предвестник Демократической Федеративной Югославии. Этот день считается днём образования федеративной республики. Королю Петру II Карагеоргиевичу было запрещено возвращаться в страну до окончания войны, осуждена деятельность лондонского эмигрантского монархического правительства.
- К декабрю 1943 года советские партизаны контролируют около 60 % формально оккупированной немцами территории Белоруссии[20]. 14 декабря 1943 года РККА заняты Черкассы, к концу месяца Красной армией освобождена вся Левобережная Украина.
  -  21 декабря 1943 года в Минске провозглашена и признана немецкой администрацией Белорусская центральная рада во главе с президентом Радославом Островским. Несмотря на то, что БЦР подчинялся ряд вооружённых формирований (БНС, БКО), её полномочия были сильно ограничены. Впоследствии члены Рады эмигрировали из Белоруссии, продолжив свою деятельность в эмиграции до 1995 года.

#### 1944, январь—май
- -  1 января 1944 года образована Крайова Рада Народова — высший представительный подпольный орган будущей ПНР. Декретом Крайовой Рады Народовой создана Армия Людова.
- 8 января 1944 года Красной армией освобождён Кировоград, 14 января — Мозырь, 20 января — Новгород, 24 января — Пушкин (Царское село) и Павловск, 26 января — Гатчина. К середине января РККА выходит на старую (до 1939 года) западную границу СССР с Польшей и продолжает продвижение на запад.
- 1 февраля 1944 года советскими войсками освобождён Кингисепп, 3 февраля началось освобождение Эстонской ССР, 4 февраля советские войска вступают в освобождённый к тому времени партизанами Гдов, 5 февраля — в Луцк и, при содействии партизан, Ровно, 8 февраля — в Никополь, 14 февраля в — Корсунь-Шевченковский, 18 февраля освобождена Старая Русса, 22 февраля — Кривой Рог.
  -  Март 1944 года — при содействии оккупационных германских властей (обергруппенфюрер СС Карл Литцман) образован Национальный комитет Республики Эстония с целью добиваться автономии Эстонии. В дальнейшем решением комитета президентом Эстонии был признан Юри Улуотс, назначено подпольное правительство во главе с Отто Тиифом. 14 сентября 1944 года была предпринята неудачная попытка сформировать национальное правительство под председательством Тиифа.
- 10 марта 1944 года РККА освобождена Умань, 13 марта — Херсон, 17 марта — Ямполь, 19 марта — Сороки (началось освобождение Молдавской ССР), 20 марта — Винница.
  -  10 марта 1944 года ЭАМ, политическое крыло греческих прокоммунистических повстанцев ЭЛАС, провозгласил создание Политического комитета национального освобождения — т. н. «Горного правительства», которое должно было управлять подконтрольными партизанам территориями (его возглавлял Эврипидис Бакиртзис, а с 18.04. до 09.10.1944 — Александрос Сволос). В мае 1944 года на конференции в Ливане представители комитета признали королевское правительство Греции в изгнании и договорились о создании правительства национального единства, уступив ему власть после освобождения Афин в октябре 1944 года и возвращения правительства в изгнании из Каира.
- 20 марта 1944 года вермахт полностью оккупирует Венгрию, предотвращая её выход из войны. Под давлением новоназначенного германского полпреда в Венгрии Эдмунда Веезенмайера Хорти отправляет в отставку умеренного премьера Миклоша Каллаи и назначает вместо него пронемецкое правительство Дёме Стояи. Начало массовой депортации венгерских евреев в лагеря смерти.
- 26 марта 1944 года РККА вышла к реке Прут на государственную границу СССР с Румынией, в этот же день ею были взяты Бельцы, 28 марта — Николаев, 29 марта — Черновцы, 31 марта — Очаков.
- 2 апреля 1944 года правительство СССР распространило заявление о том, что, вступая на территорию Румынии, Советский Союз не преследует цели приобретения какой-либо части её территории[21]. 4 апреля освобождён Хотин. 8 апреля Красная армия вышла на границу СССР с Чехословакией. 10 апреля была взята Одесса, 11 апреля — Джанкой и Керчь, 12 апреля — Тирасполь и Дубоссары.
- Румынское правительство запросило условия перемирия. 12 апреля СССР направил ответ: а) присоединение к Антигитлеровской коалиции и война против Германии, б) восстановление советско-румынской границы по договору 1940 года, в) возмещение убытков, причинённых Советскому Союзу военными действиями и оккупацией, г) возвращение военнопленных и интернированных, д) обеспечение и содействие советским войскам в свободном передвижении по румынской территории, е) СССР согласен на аннулирование венского арбитража по Трансильвании. Правительство Антонеску отвергло эти условия.

- 13 апреля 1944 года РККА освобождены Феодосия, Симферополь и Евпатория, 14 апреля — Тернополь, Судак и Алушта, 15 апреля — Ялта, 9 мая — Севастополь. К 12 мая вермахт полностью оставил Крым.
  -  21 апреля 1944 года формируется первое правительство Национального единства в Италии; через два месяца вместо Пьетро Бадольо его возглавит Иваноэ Бономи.
- 13 мая 1944 года — совместное заявление правительств Советского Союза, Великобритании и США, адресованное сателлитам нацистской Германии — Венгрии, Румынии, Болгарии и Финляндии. В заявлении говорилось о неизбежности поражения фашистского блока и выдвигались требования: прекратить пагубное сотрудничество с Германией, вступить в борьбу с ней и тем самым приблизить окончание войны, уменьшить бедствия своих стран, свою ответственность за преступную войну[22]
  -  2 июня 1944 года Шарль де Голль образует в Лондоне временное правительство Французской Республики (фр. France Libre). С августа 1944 года оно обретает власть в освобождаемой Франции. 23 октября временное правительство Французской Республики признаётся союзниками.
- 4 июня 1944 года после прорыва четырёхмесячной обороны Монте-Кассино союзные войска без боя входят в Рим. Последний был объявлен «открытым городом»: все немецкие войска покинули его и отступили на север.
- 6 июня 1944 года — начало высадки союзников в Нормандии (северная Франция). Открыт «Второй фронт».

### После открытия второго фронта

#### 1944, июнь — август
- 16 июня — «Договор Тито-Шубашича»: в результате переговоров на острове Вис между главой правительства Югославии в изгнании Иваном Шубашичем и председателем НКОЮ Иосипом Броз Тито заключено соглашение, согласно которому партизаны признавали легитимность королевского правительства, а король Петр признавал партизан единственным легитимным антифашистским сопротивлением в стране.
  -  17 июня 1944 года находящаяся под американской оккупацией Исландия прекращает свою унию с Данией, провозглашает независимость и становится республикой.
- 20—21 июня 1944 года РККА был освобождён Выборг, 28 июня — Петрозаводск.
- 22 июня 1944 года — начало операции «Багратион», в ходе которой была освобождена Белоруссия, большая часть Литвы и почти полностью разгромлена германская группа армий «Центр». 26 июня освобождён Витебск, 27 июня — Орша.
  - 22 июня — 5 июля 1944 года — волна антинацистских народных выступлений в Копенгагене и других городах оккупированной Дании.
- 29 июня 1944 года Союзники овладели портом Шербур.

- 3 июля 1944 года в предальпийском регионе Веркор группами партизан-маки́ провозглашается антинацистская Свободная Республика Веркор[англ.]. К концу месяца гитлеровцы ликвидируют восстание.
- 3 июля 1944 года Красная армия освобождает Минск, 13 июля — Вильнюс. 3 июля ликвидирована марионеточная администрация Белорусской центральной рады. 17 июля РККА вступает на территорию Генерал-губернаторства (Польши). 22 июля Красной армией освобождён Хелм, 23 июля — Псков, 24 июля — Люблин.
  -  15 июля 1944 года провозглашено образование националистического Украинского главного освободительного совета во главе с Кириллом Осьмаком — «верховного органа украинского народа в его революционно-освободительной борьбе». Совет формально просуществовал вплоть до распада Советского Союза.
  - 20 июля 1944 года — неудачное покушение на Адольфа Гитлера в главной ставке фюрера в Растенбурге (Восточная Пруссия) в результате заговора офицеров вермахта. В Берлине одновременно произошла попытка государственного переворота. В ходе расследования было арестовано несколько тысяч человек[23] и около двухсот было казнено[24].
- К 21 июля 1944 года американцы заняли Сен-Ло, англо-канадские войска — Кан. 27 июня американцами освобождён Шербур.
  -  21 июля 1944 года сформирован Польский комитет национального освобождения во главе с Эдвардом Осубкой-Моравским. Эта дата в дальнейшем стала считаться днём провозглашения ПНР.
- 26 июля 1944 года РККА освобождена Нарва, 27 июля были взяты Львов, Станиславов и Перемышль, а также Белосток и Шяуляй, 28 июля — Брест. В эти же дни РККА форсировала Вислу. 1 августа она взяла Каунас, 5 августа — Стрый, 6 августа — Дрогобыч. 2—6 августа 1944 года Красная армия вышла к границе нацистской Германии в Восточной Пруссии. 15 августа был освобождён Сандомир. Украина была полностью очищена от немецких войск.
- 30-31 июля 1944 года вермахт оккупирует Сан-Марино[25].
  - 1 августа 1944 года — начало Варшавского восстания.
  - 2 августа 1944 года Турция разрывает дипломатические и экономические отношения с Германией.
  - 2 августа 1944 года — создано Антифашистское собрание по народному освобождению Македонии — «верховный законодательный, представительный и исполнительный орган государственной власти Демократической Македонии».
- 4 августа под натиском восставших итальянцев гитлеровцами была оставлена Флоренция, которую 13 августа заняли союзные войска. 15 августа 1944 года войска союзников вторгаются в южную Францию между Тулоном и Каннами. 17 августа освобождены Фалез и Орлеан. 19 августа немецкие войска начали отходить с территории южной Франции. На оккупированных гитлеровцами территориях активизировались французские партизаны. 19 августа — начало народного восстания в Париже.
- 21 августа 1944 года Красной армией освобождены Яссы, 22 августа — Аккерман, 24 августа — Кишинёв. К 26 августа вся территория Молдовы была освобождена.

- 22 августа 1944 года союзные войска входят в освобождённый партизанами Гренобль, 25 августа союзники при поддержке партизан освобождают Париж, 28 августа — Марсель и Тулон, 29 августа — Бордо.
  -  23 августа в Бухаресте вспыхнуло антифашистское восстание и произошёл государственный переворот. Король Румынии Михай I, занявший сторону восставших, приказал арестовать Антонеску и пронацистских генералов. Было сформировано новое правительство во главе с Константином Сэнэтеску, которое объявило о выходе Румынии из войны на стороне Германии. 23 августа Румыния объявила войну Германии и приняла условия мира, предложенные союзниками. Утром 24 августа немецкая авиация подвергла бомбардировке Бухарест, и германские войска попытались подавить сопротивление, однако уже к 27—28 августа были ликвидированы. В Румынии установился режим «социалистической монархии»; после правительства Сэнэтеску, а затем Николае Рэдеску (07.12.1944 — 01.03.1945) власть перешла к румынским коммунистам во главе c Петру Грозой, а 30 декабря 1947 года Румыния была провозглашена республикой.
  -  29 августа в Венгрии было отправлено в отставку пронемецкое правительство Дёме Стояи, на смену которому пришёл кабинет Гезы Лакатоша. Приостановлена депортация евреев в лагеря смерти, начат поиск путей к соглашению с союзниками, в том числе с СССР.
  - 29 августа 1944 года — начало Словацкого национального восстания. Значительная часть словацкой армии саботирует приказы властей или открыто переходит на сторону народа. 31 августа повстанцы обращаются за помощью к СССР. 1 сентября 1944 года Словацкий национальный совет в Ружомбероке провозглашает себя верным чехословацкому правительству Бенеша в изгнании. Сопредседателями Словацкого национального совета становятся Вавро Шробар и Карол Шмидке.
- 29 августа под натиском РККА пала Констанца, 30 августа — Плоешти, 31 августа войска 2-го Украинского фронта вступили в Бухарест, занятый румынскими повстанцами.
- 30 августа 1944 года канадские войска вступают в Руан, американские — в Реймс.

#### 1944, сентябрь — декабрь
- 1 сентября 1944 года союзники и партизаны освобождают Верден и Дьеп, 2 сентября — Лион, 3 сентября — Брюссель, вспыхивает вооружённое восстание в Антверпене. 4 сентября британские войска входят в город, освобождённый восставшими. 8 сентября в Брюссель возвращается бельгийское правительство в изгнании во главе с Юбером Пьерло, которое 20 сентября провозглашает принцем-регентом Шарля вместо дискредитировавшего себя короля Леопольда (формально, однако, последний оставался монархом вплоть до отречения в 1951 году).
- После отставки связавшего себя личным обязательством продолжения войны на стороне Рейха президента Финляндии Ристо Рюти новый президент Карл Маннергейм 2 сентября 1944 года направил письмо Гитлеру с официальным предупреждением о выходе Финляндии из войны. 4 сентября правительство Финляндии делает заявление о разрыве отношений с Германией, в этот же день закончились боевые действия между советскими и финскими войсками. 15 сентября Германия потребовала у Финляндии сдать остров Гогланд, а после отказа попыталась захватить его. Началась германо-финская Лапландская война. 19 сентября в Москве Финляндия подписала соглашение о перемирии с СССР.
- 5 сентября 1944 года Советский Союз объявляет войну Болгарии и за три последующих дня оккупирует северо-восточную часть страны с городами Варна и Бургас. Болгарская армия не оказывает сопротивления.

- -  5 сентября 1944 года правительства Бельгии, Нидерландов и Люксембурга в изгнании подписывают договор о создании таможенного союза Бенилюкс.
  -  6 сентября 1944 года войска союзников освобождают Монако.
- 7 сентября 1944 года режим Виши перед угрозой наступающих союзных войск эвакуируется из Франции в южную Германию и учреждает в Зигмарингене правительство в изгнании во главе с Фернаном де Бриноном (также эвакуировавшийся маршал Петен отказался принимать участие в его деятельности).
  -  8 сентября 1944 года на заседании Латвийского центрального совета в Риге принята Декларация о восстановлении независимой Латвийской республики. Латвийский центральный совет объявлялся временным правительством латвийского государства. Однако ввиду наступления советских войск уже на следующий день ЛЦС оставил Ригу.
  -  8 сентября 1944 года Болгария присоединяется к Антигитлеровской коалиции. 9 сентября в Софии начинается восстание, происходит государственный переворот[англ.], пронацистское правительство Константина Муравиева арестовано и заменено новым правительством Отечественного фронта во главе с Кимоном Георгиевым. 10 сентября Болгария отзывает свои войска из оккупированных Македонии и Фракии и объявляет войну Германии и Венгрии. Болгарская армия переподчиняется 3-му Украинскому фронту. 15 сентября РККА вступает в Софию. Меняется состав Регентского совета при малолетнем царе Симеоне II: вместо дяди царя князя Кирилла Преславского, бывшего премьер-министра Богдана Филова и генерал-лейтенанта Николы Михова регентами стали Тодор Павлов, Цвятко Бобошевский и Венелин Ганев. 16 сентября в Вене Александр Цанков объявляет о создании болгарского национального правительства в изгнании, которое формально просуществовало до 10 мая 1945 года. 15 сентября 1946 года после референдума Болгария была провозглашена республикой.
- 8 сентября — 28 октября 1944 года, несмотря на неподготовленность, советскими войсками была проведена Восточно-Карпатская операция с целью поддержки восставших словаков. Прорваться к ним, однако, не удалось, Словакия была полностью оккупирована гитлеровцами, восстание было подавлено.
  -  8 сентября 1944 года после вывода болгарских войск с территории Македонии её занимает вермахт. На этой территории провозглашается Независимая республика Македония под руководством националистов Внутренней македонской революционной организации.
  -  11 сентября 1944 года союзниками реставрировано Великое герцогство Люксембург. Управление временно осуществляют члены местного сопротивления; 23 ноября, после возвращения правительства в изгнании во главе с Пьером Дюпоном из Лондона, образуется коалиционное «правительство освобождения», возглавляемое всё тем же Дюпоном. Великая герцогиня Шарлотта вернулась в Люксембург только 14 апреля 1945 года.
- 12 сентября 1944 года между СССР, США и Великобританией подписан протокол Соглашения об оккупационных зонах в Германии. В этот же день в Москве подписано перемирие Советского Союза с Румынией.
- 12 сентября 1944 года британо-канадские войска берут Гавр[англ.]. 15 сентября американцы освобождают[англ.] Нанси. 17 сентября 1944 года — начало высадки союзников в Нидерландах и Бельгии с целью обойти укреплённую «линию Зигфрида» с севера в район Арнема и захвата нидерландских портов. 21 сентября канадские войска освобождают Булонь.
  -   18 сентября 1944 года в Таллине легализуется подпольное правительство Эстонии во главе с коллаборантом Отто Тиифом, которое провозглашает независимость (на башне «Длинный Герман» поднимают два флага — Эстонии и кригсмарине Германии[26]) и несколько дней пытается противостоять отступающим германским и наступающим советским войскам. В 1953 году правительство возродилось в Осло, просуществовав до 1992 года, когда его полномочия были переданы новоизбранному президенту Эстонии Леннарту Мери.
  -  20-24 сентября 1944 года союзные войска отбивают и оккупируют Сан-Марино[25].
- 22 сентября 1944 года РККА освобождает Таллин, 23 сентября — Пернов, 24 сентября — Хаапсалу. К 26 сентября освобождена вся континентальная Эстония.
- С 24 сентября 1944 года — бои Красной армии в западной Румынии против германских и венгерских войск. В конце сентября — начале октября советские войска выходят на румыно-венгерскую границу и вступают на территорию Югославии.
- 28 сентября 1944 года немцы начали отходить с территории северной Франции на укреплённую линию Зигфрида. 30 сентября союзники занимают Кале. К середине октября вся Франция, кроме Эльзаса и Лотарингии, и часть Бельгии оказываются в руках союзных войск.
- 2 октября 1944 года Варшавское восстание подавлено гитлеровцами.
- 3 октября 1944 года издан приказ немецкого верховного командования об отступлении вермахта из Греции. На следующий день начата высадка и оккупация Греции британскими войсками.
- 9 октября 1944 года на четвёртой Московской конференции Черчилль и Сталин договариваются о сферах влияния двух великих держав на Балканах (так называемое «Соглашение о процентах»). По этому соглашению СССР получал 90 % влияния в Румынии, 75 % в Болгарии, Великобритания — 90 % в Греции. Влияние Советского Союза и Великобритании в Венгрии и Югославии, по первоначальному предложению Черчилля, должно было стать паритетным, по 50 %. Сталин с этим не согласился, и в последующие два дня в ходе переговоров министров иностранных дел Энтони Идена и Вячеслава Молотова была достигнута договорённость повысить советское влияние в обеих странах до 80 %.
  -  10 октября 1944 года на небольшой территории Пьемонта в северной Италии, захваченной восставшими против гитлеровцев и фашистского режима Муссолини итальянцами, была провозглашена Республика Альба (названная так по имени наполеоновской марионеточной Республики Альба 1796—1801 годов[англ.]*. 2 ноября мятежная республика была ликвидирована фашистами.
- 8 октября 1944 года с освобождением советскими войсками села Лавочное Дрогобычской области Украинская ССР была полностью восстановлена в границах 1941 года.
- 12 октября 1944 года советско-болгарские войска и югославские партизаны захватывают Лесковац, Ниш и ряд других городов южной Сербии. В этот же день греческие повстанцы освобождают Афины и Пирей. 13 октября 1944 года Красная армия берёт Ригу.
  -  13 октября 1944 года британские войска входят в Афины. К этому моменту практически вся территория континентальной Греции была оставлена немцами и освобождена местным Сопротивлением. 18 октября из Каира возвращается пробританское правительство в изгнании во главе с Георгиосом Папандреу (старшим).
  -  15 октября регент Венгерского королевства Миклош Хорти объявил о перемирии с Советским Союзом, однако венгерские войска не прекратили боевые действия. В результате операции «Панцерфауст» отрядом СС был похищен сын Хорти, что вынудило его аннулировать перемирие и передать власть прогерманскому диктатору Ференцу Салаши, который получил титул немзетвезетё («вождь нации»). 16 октября было образовано «Правительство национального единства». Председатель правительства Геза Лакатош ушёл в отставку, а пост премьер-министра был упразднён.

- 15 октября РККА заняла Печенгу. К 22 октября бо́льшая часть Латвии, за исключением «Курляндского котла», была очищена от гитлеровцев. 25 октября советские войска пересекают норвежскую границу и освобождают Киркенес. 2—8 октября были освобождены острова Хийумаа и Сааремаа.
- 20 октября 1944 года советские войска освобождают Дебрецен и вместе с югославскими партизанами занимают Белград, 21 октября — Кралево. К декабрю партизаны НОАЮ контролируют всю восточную часть Югославии — территории Сербии, Македонии, Черногории и большую часть побережья Далмации.
  -  20 октября 1944 года в Берате создано Временное демократическое правительство Албании, будущей Народной Социалистической Республики Албании.
- 20 октября издана резолюция Словацкого национального совета об осуществлении всей власти на территории Словакии в домюнхенских границах вне зависимости от того, кто освободит эту территорию. К совету прикомандировывался представитель чехословацкого правительства в изгнании Франтишек Немец, который одновременно выступал связующим звеном между Советом и наступающей РККА. 23 октября, накануне поражения Словацкого национального восстания, все полномочия Совета были переданы его президиуму.
- 21 октября 1944 года американцы освобождают Ахен.
- К 22 октября РККА в результате Мемельской операции от германских войск была освобождена большая часть северного берега Немана. 25 октября завершилось освобождение Румынии. 26—27 октября были заняты Мукачево и Ужгород, 28 октября Закарпатье было полностью очищено. 2 ноября Красная армия вышла на ближние подступы к Будапешту, контролируя к этому периоду юго-восток Венгрии.
- 30 октября 1944 года бойцы греческого Сопротивления освобождают Салоники. 1 ноября в город входят британские войска.
- 13 ноября 1944 года с уходом немцев из Македонии под натиском НОАЮ и советско-болгарских войск Независимая республика Македония прекращает своё существование.
- 17 ноября 1944 года Народно-освободительная армия Албании занимает Тирану. 29 ноября завершается освобождение Албании от гитлеровцев.
- 22 ноября 1944 года американо-французские войска занимают Мец, 23 ноября — Страсбург.
- К 23 ноября 1944 года РККА завершает освобождение Моонзундского архипелага.
- К ноябрю — декабрю 1944 года с Германией поддерживали дипломатические отношения только девять государств мира.
  -  3 декабря 1944 года во время более чем стотысячной демонстрации в Афинах, организованной греческими коммунистами, полиция пробританского режима Папандреу открыла огонь по толпе. Как минимум 28 человек были убиты, 148 ранены. До этого все министры-коммунисты покинули местное правительство национального единства. Гражданская война в Греции переходит в горячую фазу, получившую название «Декемвриана» («декабрьские события»). К 12 декабря восставшие (ЭЛАС) управляли большей частью Афин и Пирея. Британские оккупационные силы, поначалу старавшиеся сохранять нейтральность, применяют артиллерию против коммунистических сил и с помощью подкреплений, переброшенных из южной Италии, подавляют мятеж. Сталин, соблюдая условия заключённого с Черчиллем «Соглашения о процентах», не вмешивается. Гражданская война в стране заканчивается лишь в 1949 году победой антикоммунистов.
- 8 декабря 1944 года на части территории с центром в Льеже, отведённой Военной администрации в Бельгии и Северной Франции (нем. Militärverwaltung in Belgien und Nordfrankreich), образован новый рейхсгау нацистской Германии — Валлония (Wallonien).
- 15 декабря 1944 года на остальных частях территории, отведённой Военной администрации в Бельгии и Северной Франции, были образованы рейхсгау Фландрия (Flandern) с центром в Антверпене и Дистрикт Брюссель (Brüssel). Правда, к этому моменту вся Бельгия и часть Нидерландов были уже в руках союзных войск.
- 16 декабря 1944 года — начало наступления гитлеровцев в Арденнах с целью разгрома англо-американских сил в Бельгии и Нидерландах. К 25 декабря вермахту удалось захватить часть Валлонии.

- -  22 декабря 1944 года образовано Временное правительство Венгрии во главе с Белой Миклошем. 28 декабря рухнул режим Салаши. Миклош незамедлительно отправил правительство Салаши в отставку. 29 декабря 1944 года Красная армия завершила окружение Будапешта и начала его осаду, продолжавшуюся до февраля 1945 года.

### 1945
- 6 января 1945 года Черчилль просит Сталина о помощи в связи с Арденнским наступлением гитлеровцев. 12 января Красная армия на две недели ранее запланированного приступает к Висло-Одерской операции в Польше и Восточной Пруссии. 15 января советскими войсками освобождён Кельце, 16 января — Радом, 17 января — Варшава. В этот же день передовые части РККА, преследуя противника, вступают на территорию собственно Германии в Верхней Силезии.
- 19 января 1945 года Красная армия занимает Краков, Тильзит, Лодзь, Кошице и Млаву. 21 января — Гумбиннен и Танненберг. 22 января — Инстербург и Алленштейн, 28 января — Катовице и Клайпеду (завершение освобождения Литвы).
- 20 января 1945 года временное правительство Венгрии во главе с Белой Миклошем подписывает в Москве соглашение о прекращении военных действий.
- К 25 января 1945 года союзные войска ликвидируют последствия прорыва гитлеровцев в Арденнах и восстанавливают декабрьскую линию фронта по линии Зигфрида, то есть по западной границе Рейха. 2 февраля французские войска освобождают Кольмар. 9 февраля американо-французским войскам удаётся ликвидировать «кольмарский мешок» в Эльзасе и отбросить вермахт за Рейн.
- 2 февраля возобновил свою деятельность исполком Словацкого национального совета, организовав 7 февраля органы власти в городе Кошице.
- 4 февраля 1945 года открывается Ялтинская конференция глав великих держав. Среди обсуждённых вопросов — безоговорочная капитуляция Германии, последующий раздел Германии, Австрии и их столиц (Берлина и Вены) на четыре зоны оккупации, границы будущей Польши по линии Керзона на востоке и Одер—Нейсе на западе, проведение первой конференции ООН в Сан-Франциско (США). Была подписана Декларация об освобождённой Европе, определившая принцип восстановления суверенных прав европейских народов, то есть (в большинстве случаев) восстановление довоенных границ государств.

- 13 февраля 1945 года после кровопролитных боёв Будапешт взят Красной армией. Власть в Венгрии переходит к временному правительству Белы Миклоша, которого в ноябре 1945 года сменит Золтан Тилди. 1 февраля 1946 года Венгрия будет провозглашена республикой (реально монархи не правили страной со времени распада Австро-Венгерской империи).
  -  20 февраля в Потсдаме под покровительством Гиммлера создан коллаборационистский Латвийский Национальный совет и его орган управления — Латвийский Национальный комитет, который возглавил генерал Рудольф Бангерский, инспектор Латышского легиона СС. 29 апреля он издаёт приказ об освобождении всех латвийских военнослужащих в Германии от немецкой присяги. Латвийский Национальный совет занялся вопросами беженцев и самоликвидировался в начале 1946 года.
- 23 февраля РККА освобождает Познань.
- 8—24 февраля 1945 года американо-британские войска выходят за Рейн, 1 марта занимают Трир.
- 6—15 марта 1945 года — контрнаступление немецких войск в районе озера Балатон. Отразив германский натиск, части 3-го Украинского фронта перешли в наступление на Вену.
- 6 марта 1945 года американские войска занимают Кёльн, 7 марта — Бонн. 19 марта — Кобленц и Вормс. К 21 марта союзные войска захватывают Рейнскую область. 25 марта американцы вступают в Дармштадт, 28 марта — во Франкфурт-на-Майне.
  -  7 марта в результате переговоров НКОЮ с эмигрантским правительством Югославии сформировано единое Временное правительство Демократической Федеративной Югославии во главе с Иосипом Брозом Тито; глава эмигрантского правительства Шубашич получал пост министра иностранных дел. Пятью днями ранее король Пётр II Карагеоргиевич, которому ещё в ноябре 1943 года АВНОЮ запретило въезд в страну, согласился назначить своими наместниками в стране серба Срджана Будисавлевича, хорвата Анте Мандича и словенца Душана Сернеца; судьба монархии должна была решаться Учредительной скупщиной. К концу года в правительстве остались лишь члены НКОЮ; 29 ноября король Пётр был низложен, его сын лишён права на престол, провозглашена Федеративная Народная Республика Югославия.
- 17 марта 1945 года чехословацкое правительство в изгнании переезжает из Великобритании в Москву.
- 18 марта 1945 года РККА и Народное войско польское освобождают Кольберг, 22 марта Красная армия занимает Секешфехервар, 23 марта — Веспрем, 25 марта — Банска-Бистрицу, 28 марта — Гдыню, Дьёр, Комаром, Капувар и Сомбатхей, 30 марта — Данциг. Полностью потеряв контроль над территорией Венгрии, правительство Ференца Салаши бежит в соседнюю Австрию, где формально просуществует до 7 мая.
- С 30 марта по 8 апреля 1945 года — битва на Лиевченом поле[англ.] недалеко от Баня-Луки в Боснии между сербскими четниками и хорватскими усташами. Было пленено и убито всё руководство четников.
- 1 апреля 1945 года Красная армия занимает Глогау, Трнаву и Шопрон, 3 апреля — Кремницу.
- 3 апреля 1945 года британские войска вступают в Мюнстер, французские войска — в Карлсруэ. 6 апреля союзники берут Линген, Эйзенах и Вюрцбург.
- 4 апреля 1945 года — завершение освобождения Венгрии от нацистов.
  -  4 апреля 1945 года советские войска входят в Братиславу, прогерманская Словацкая республика прекращает существование. В результате длительных переговоров в Москве 5 апреля Бенеш соглашается назначить премьер-министром правительства вместо Яна Шрамека социал-демократа Зденека Фирлингера. В тот же день в Кошице формируется правительство Национального фронта чехов и словаков, предшественник ЧССР, провозглашающее т. н. «Кошицкую программу» социально-экономических и политических преобразований в будущей Чехословакии. Вскоре в Братиславу из Кошице переезжает Словацкий национальный совет, правопреемником которого стал словацкий законодательный орган в составе Чехословакии.
- 6 апреля 1945 года НОАЮ освобождает Сараево.

- 9 апреля 1945 года РККА полностью занимает Кёнигсберг, 13 апреля Красная армия берёт Вену. 16 апреля — начало Берлинской операции.
- 12 апреля 1945 года американские войска занимают Эрфурт и Веймар, 14 апреля британо-канадскими войсками освобождён[англ.] Арнем. 18 апреля британо-американские войска овладевают Магдебургом и Дюссельдорфом, в этот же день окружённая рурская группировка вермахта прекращает сопротивление. 19 апреля американцы занимают Лейпциг, 20 апреля французские войска берут Штутгарт.
- 21 апреля 1945 года союзные войска вошли в освобождённую партизанами Болонью. 25 апреля во всей северной Италии вспыхивает общенародное восстание. За несколько последующих дней повстанцы освобождают от гитлеровцев Геную, Милан, Падую и Турин. В Генуе партизаны пленяют командующего армией «Лигурия» Родольфо Грациани, 28 апреля партизанами схвачен и казнён Бенито Муссолини. 29 апреля восставшими при помощи союзных войск очищена Венеция и союзниками принята общая капитуляция германских войск в Италии и де-факто на всём Средиземноморском театре военных действий.
- 22 апреля 1945 года франко-американские войска взяли город Зигмаринген, положив тем самым конец существованию вишистского правительства в изгнании. Глава правительства Фернан де Бринон в тот же день был арестован американцами. Маршалу Петену удалось бежать в Швейцарию, однако уже 26 апреля он сдался французским властям.

- 25 апреля 1945 года недалеко от города Торгау на Эльбе войска 1-го Украинского фронта встретились с войсками 1-й армии США. Событие вошло в историю как встреча на Эльбе. В результате встречи войск союзников остатки вооружённых сил нацистской Германии оказались расколоты на две части — северную и южную.
- 26 апреля 1945 года Красная армия занимает Штеттин и Брно, 27 апреля — Потсдам. Американо-британские войска вступают в Бремен, 28 апреля — в Аугсбург.
  -  27 апреля 1945 года на первом заседании Временного правительства Австрии[нем.] провозглашена независимость этой страны.

- 30 апреля 1945 года американские войска вступают в Мюнхен.
- 30 апреля 1945 года — самоубийство Адольфа Гитлера. В своём завещании он назначил адмирала Карла Дёница рейхспрезидентом (эта должность была ранее упразднена самим Гитлером), а Йозефа Геббельса — канцлером (так называемое «фленсбургское правительство» — по названию его резиденции в городе Фленсбург вблизи Киля).
- 1 мая 1945 года НОАЮ освобождает Риеку, в последующие два дня — Истрию и Триест. 8 мая — Загреб. Самоубийство канцлера Йозефа Геббельса; правительство в звании «ведущего министра» возглавляет граф Шверин фон Крозиг; после ареста 7 мая в Гамбурге назначенного согласно завещанию Гитлера министра иностранных дел Артура Зейсс-Инкварта он принял на себя и его обязанности.
- 1 мая 1945 года советские воины водружают Знамя Победы над Рейхстагом в Берлине. 2 мая 1945 года гарнизон Берлина капитулирует перед Красной армией.
- 2 мая 1945 года британские войска занимают Любек, 3 мая — Гамбург.
- 4 мая 1945 года — подписание акта о капитуляции германских вооружённых сил в северо-западной Германии, Голландии, Шлезвиг-Гольштейне и Дании. 5 мая — подписание акта о капитуляции на южном участке западного фронта, в Баварии и западной части Австрии.
- 5 мая 1945 года — начало народного восстания в Праге. 6 мая РККА занимает Бреслау.
- В полночь 8 мая 1945 года Вторая мировая война в Европе завершилась безоговорочной капитуляцией вооружённых сил Германии, подписанной представителем фленсбургского правительства.

Сообщение советского радио о капитуляции Германии. Текст читает Юрий Левитано файле (Репродукция. Записано в 1950-е годы «для истории»)
- 8 мая 1945 года советские войска занимают Дрезден, 9 мая 1945 года Красная армия штурмом берёт Прагу, очищает датский остров Борнхольм. Бои в окрестностях Праги продолжаются до 12 мая. К 16 мая чехословацкое правительство в изгнании завершает возвращение в Прагу.
- 9 мая 1945 года НОАЮ освобождает Любляну. 14—15 мая 1945 года — последняя битва Второй мировой войны в Европе, Полянская битва в северной Словении (Корушка) против остатков вермахта, четников, усташей и словенского домобранства, завершившаяся победой НОАЮ.
- 9—16 мая — капитуляция без боя немецких гарнизонов на Нормандских островах. 9 мая освобождены Гернси и Джерси, 10 мая — Сарк. 16 мая остров Олдерни стал последней территорией в Европе, освобожденной от войск стран Оси.
  -  10 мая 1945 года в Курляндии от имени Латвийского Центрального совета ведутся безуспешные переговоры с немецким командованием о независимости Латвии[28]. Сражения в «курляндском котле» с РККА окончились после 22 мая. ЛЦС продолжил свою деятельность в изгнании до распада Советского Союза.
- 23 мая 1945 года правительство во Фленсбурге распущено союзниками, все его члены арестованы американцами. Дёниц был препровождён в Нюрнберг, где предстал перед трибуналом.

## Административно-территориальное устройство

### Рейх
Исторически сложившаяся административная структура, доставшаяся нацистской Германии в наследство от Веймарской республики, — разделение страны на земли — не была ликвидирована и формально продолжала существовать вплоть до краха Рейха в 1945 году, несмотря на планы нацистов провести административно-территориальную реформу (нем. Reichsreform). Однако всё большее значение приобретал параллельный властный контур — партийный (НСДАП).
В 1926 году страна была разделена на партийные округа — гау. После прихода нацистов к власти был принят ряд законодательных актов, всё более ограничивавших власть земель и, наоборот, устанавливавших перемещение центра реальной власти от министров-президентов (глав земель) к гауляйтерам (главам гау), назначаемым непосредственно Гитлером. Впрочем, вмешательство в деятельность последних сверху было относительно нечастым явлением. Нередко один и тот же человек совмещал государственную должность имперского наместника и партийную должность гауляйтера.
Территории, включённые в состав Рейха в ходе территориальной экспансии и населённые преимущественно этническими немцами, имели статус рейхсгау — имперских округов. От «обычных» гау Старого Рейха они, впрочем, не отличались ничем, кроме происхождения. Рейхсгау, образованные на территории бывшей Австрии после её аншлюса, совокупно назывались Остмарк (Восточная марка, или Альпийские и дунайские рейхсгау) — Ostmarkgesetz. Границы округов оставались, как правило, неизменными, за исключением приращений за счёт завоёванных и аннексированных территорий. По состоянию на 1934 год Рейх состоял из 32 гау. К 1945 году их количество возросло до 42. В декабре 1944 года на территории Военной администрации в Бельгии и Северной Франции (см. ниже) были образованы, но фактически не успели воплотиться в реальность ещё два рейхсгау и один дистрикт:
- Валлония (нем. Wallonien) — с 8 декабря 1944 года, центр в Льеже.
- Фландрия (нем. Flandern) — с 15 декабря 1944 года, центр в Антверпене.
- Дистрикт Брюссель (нем. Brüssel).

Кроме того, по мере заселения колонистами бывших польских и советских земель планировалось преобразовывать восточные рейхскомиссариаты (см. ниже) в марки. В ближней перспективе таких очагов колонизации предполагалось три — Ингерманландия, Готенгау (Крым и прилегающие районы Южной Украины) и Мемель-Нарев (Белосток и Литва).

### Оккупированные территории

#### Гражданские администрации
На этнически ненемецких завоёванных землях были созданы или находились в процессе создания гражданские администрации. При этом эти образования нельзя квалифицировать ни как колонии, так как они не инкорпорировались в Рейх, ни как марионеточные государства, так как их органы управления (кроме нижнего, муниципального) целиком состояли из немцев, напрямую назначаемых из Берлина.
Единственной целью подобных режимов была максимально возможная эксплуатация экономических и людских ресурсов в интересах империи и подготовка соответствующих территорий к будущему заселению немецкими колонистами, онемечивание и физическое уничтожение основной массы прежнего населения.
| Генерал-губернаторство — Кракау - Дистрикт Варшау — Варшау - Дистрикт Галиция — Лемберг - Дистрикт Кракау — Кракау - Дистрикт Люблин — Люблин - Дистрикт Радом — Радом | Протекторат Богемии и Моравии — Праг-Штадт - Богемия — Праг-Штадт - Будвайс - Кёнигграц - Пилзен - Прага - Моравия — Брюнн - Брюнн - Иглау - Мёриш-Оштрау | Рейхскомиссариаты - Рейхскомиссариат Нидерланды - Рейхскомиссариат Бельгия и Северная Франция - Рейхскомиссариат Норвегия - Рейхскомиссариат Остланд - Рейхскомиссариат Украина - Рейхскомиссариат Московия — был создан, но не воплощён - Рейхскомиссариат Дон-Волга — планировался - Рейхскомиссариат Кавказ — планировался - Рейхскомиссариат Туркестан — планировался |

#### Военные администрации
Кроме того, параллельно гражданским органам власти, вместе с ними или вместо них существовали военные администрации.
- Немецкая военная администрация в Бельгии и Северной Франции (нем. Militärverwaltung in Belgien und Nordfrankreich)
- Немецкая военная администрация в Сербии (нем. Militärverwaltung in Serbien)
- Дания — после 29 августа 1943 года.
- Монако — после 1943 года.
- В северной Италии с 10 сентября 1943 года:
  - Предальпийская оперативная зона[англ.]
  - Оперативная зона Адриатического побережья

#### Без администрации
В некоторых случаях никаких управленческих структур не создавалось вообще.
- Ливия и Тунис — c 12 февраля 1941 до 13 мая 1943 года.
- Новая Швабия на Антарктиде — территориальные претензии

#### Гитлеровская коалиция
В расцвете своего могущества (то есть до битвы на Курской дуге и падения в Италии режима Бенито Муссолини) Нацистская Германия обладала множеством стран-союзниц и марионеточных режимов. Больша́я часть первых и все вторые были оккупированы вермахтом. В некоторых случаях нацисты сохраняли довоенные режимы, которые, однако, были лишены реальной власти. В списке ниже перечислены только страны, где находились значимые контингенты германских вооружённых сил.
Сохранение прежних режимов
- Дания — до 29 августа 1943 года.
- Монако — до 1943 года.
- Нормандские острова
- Сан-Марино

Марионеточные режимы
- Словацкая республика[35] — с 15 марта 1939 до 4 апреля 1945 года.
- Французское государство — с 10 июля 1940 до 25 августа 1944 года.
- Норвегия — с 9 апреля 1940 до 8 мая 1945 года.
- Локотское самоуправление — c 15 ноября 1941 по август 1943 года.
- Белорусская центральная рада — с 1943 до 3 июля 1944 года.
- Итальянская социальная республика — с 23 сентября 1943 до 25 апреля 1945 года.
- Королевство Албания — с 25 июля 1943 до 28 ноября 1944.
- Сербия — с 6 апреля 1941 до мая 1944 года.
- Королевство Черногория — с октября 1943 до декабря 1944.
- Независимое государство Хорватия — с 10 апреля 1941 года до 8 мая 1945 года.
- Венгерское государство — с 16 октября 1944 года до 8 мая 1945 года.
- Греческое государство — совместно с Италией, с 9 апреля 1941 до октября 1944.
- Независимая республика Македония — с 8 сентября до 13 ноября 1944 года.

Страны-союзники
- Румыния — до 23 августа 1944 года.
- Болгария — до 9 сентября 1944 года.
- Финляндия — до конца сентября 1944 года.
- Венгрия — до 16 октября 1944 года.

## Нереализованный экспансионизм Рейха
- Операция «Морской лев» (нем. Unternehmen Seelöwe) — вторжение в Великобританию
- Операция «Икар» (нем. Unternehmen Ikarus) — вторжение в Исландию и на Фарерские острова
- Операция «Феликс» (нем. Unternehmen Felix) — оккупация Гибралтара, Канарских, Азорских островов, островов Зелёного мыса и Мадейры
- Операция «Изабелла» (нем. Unternehmen Isabella) — вторжение в Португалию, создание сети военных баз в Испании
- Операция «Грюн»[англ.] (нем. Unternehmen Grün) — вторжение в Ирландию
- Операция «Танненбаум», «Рождественская ёлка» (нем. Unternehmen Tannenbaum) — оккупация Швейцарии
- Безымянная операция — вторжение в страны Леванта, захват Суэцкого канала
- Безымянная операция — помощь Италии в Ливии, вторжение в Египет с запада

1941—1942
- План «Блау» (нем. Unternehmen Blau) — оккупация Кавказа, расширение операции «Барбаросса»
- Операция «Камелия» (нем. Unternehmen Kamelie) — оккупация Корсики
- Операция «Геркулес» (нем. Unternehmen Herkules) — вторжение на Мальту
- Операция «Купфер», «Медь» (нем. Unternehmen Kupfer) — вторжение на Кипр
- Операция «Аида» (нем. Unternehmen Aida) — помощь Италии в Ливии, вторжение в Египет, захват Суэцкого канала
- Безымянная операция — вторжение в страны Персидского залива и более масштабная военная помощь Ираку в борьбе за независимость от Великобритании (2 мая 1941 — 31 мая 1941, англо-иракская война)

## Послевоенное устройство бывшего Рейха
5 июня 1945 года в Берлине подписана Декларация о поражении Германии и принятии на себя верховной власти в отношении Германии правительствами СССР, США, Великобритании и Временным правительством Французской республики. 4 июля Европейской консультативной комиссией принято Соглашение о контрольном механизме в Австрии, а 9 июля 1945 года — Соглашения о зонах оккупации в Австрии и об управлении городом Вена. 17 июля Потсдамская конференция великих держав закрепила территориальные изменения в Европе. Среди решений конференции, касающихся территориальных вопросов, были приняты следующие.
- Германия лишается всех своих приобретений, включая Судетскую область, Эльзас-Лотарингию, Австрию, западные области Польши, Чехословакию, Бельгию, Люксембург и др. Восточной границей Германии устанавливается линия Одер — Нейсе (таким образом территория Германии по сравнению с 1937 годом сокращается примерно на 25 %).
- Этнически немецкое население территорий к востоку от линии Одер — Нейсе депортируется в Германию. Сами территории передаются:

- - Польше — Силезия, Западная Пруссия, две трети Померании (включая Щецин), Данциг (Гданьск), южная часть Восточной Пруссии,
  - Советскому Союзу — северная треть Восточной Пруссии (Кёнигсбергская, через год Калининградская область РСФСР) и Мемельланд (Клайпедский край, Литовская ССР),
  - Чехословакии — Судетская область.
- Франции возвращается Эльзас-Лотарингия.
- Бельгии — Эйпен-Мальмеди.
- Австрия в перспективе становится независимым государством в своих прежних границах (стала в 1955 году).
- Саарская область — протекторатом Франции Саарланд (по референдуму в 1957 году Саар вошёл в ФРГ).
- Территории Германии и Австрии разделяются на четыре оккупационные зоны — американскую, британскую, советскую и французскую. Аналогичным образом на четыре сектора разделяются их столицы — Берлин и Вена.

Позже эти и другие решения были закреплены на Парижской мирной конференции 1947 года подписанием мирных договоров с представителями правительств соответствующих бывших союзниц нацистской Германии: Италией, Финляндией, Болгарией, Венгрией и Румынией.
Несмотря на существование ряда проектов по расчленению территории Германии (см. План Моргентау) и отторжению от неё ряда жизненно важных территорий (см. Monnet Plan, Bakker-Schut Plan), согласно официальному протоколу конференции в Потсдаме в Соглашении декларировалась цель сохранения единства страны.
Однако из-за выявившихся серьёзных противоречий среди стран-союзниц по Антигитлеровской коалиции, приведших позже к холодной войне, Германия оказалась на десятилетия разделена: 1 января 1947 года США и Великобритания объединили свои зоны в Бизонию и приступили к созданию в ней сепаратных органов власти, 8 апреля 1949 года Франция присоединила свою зону к двум первым, образовав Тризонию. 23 мая 1949 года в ней была провозглашена Федеративная Республика Германия.
В четвёртой, советской, зоне 7 октября 1949 года была в ответ создана Германская Демократическая Республика со столицей в Восточном Берлине. Западный Берлин же стал особым политическим образованием под контролем западных держав-победительниц. Такое положение продлилось до 3 октября 1990 года, когда произошло объединение Германии.

## Альтернативная история
Победа стран оси, прежде всего нацистской Германии и Японской империи, во Второй мировой войне, в результате которой экспансия этих держав приобрела глобальный характер — одна из популярных концепций жанра альтернативной истории, иногда постапокалиптической. На эту тему за послевоенное время создано большое количество как фантастических произведений культуры (книг, кинофильмов и др.), так и документальных книг и статей историков. Существует и ряд написанных в жанре антиутопии литературных и публицистических трудов довоенного времени, главным образом 1930-х годов, когда фашизм и нацизм уже были известны, но ещё не обладали реальной властью.